# Bauru
Bauru é um município brasileiro localizado no interior de São Paulo, sendo o mais populoso do Centro-Oeste paulista. É uma das 19 cidades que integram a Região Imediata de Bauru que, por sua vez, é uma das quatro regiões imediatas que integram a Região Intermediária de Bauru, que é formada por 48 cidades.
Localiza-se a noroeste da capital do estado, distando desta cerca de 326 km e ocupa uma área de 667,684 km². Sua população estimada pelo IBGE no Censo de 2022 era de 379 146 habitantes, sendo o 18º mais populoso de São Paulo.
Bauru foi fundada em 1896, sendo que a Marcha para o Oeste, impulsionada pelo governo de Getúlio Vargas como incentivo ao progresso e a ocupação da região central do Brasil, foi um importante fator de incremento populacional para a região. No começo do século XX o município começou a ganhar infraestrutura e a população aumentou com a chegada da ferrovia e, mais tarde, das rodovias. A cafeicultura ganhou força no município no início do século, porém Bauru tornou-se industrializada, acompanhando a crescente industrialização do país a partir da década de 30, sendo esta atividade a principal responsável pela urbanização do município. É, juntamente com o setor terciário, a principal fonte de renda municipal, fazendo com que o município tenha o 68º maior PIB brasileiro. No campo ganhou força após a década de 1950 a cana-de-açúcar.
Várias rodovias ligam Bauru a diversos municípios paulistas, tais como a Marechal Rondon, a Comandante João Ribeiro de Barros, a Cesário José de Carvalho e a Engenheiro João Batista Cabral Renno, sendo que o município encontra-se no meio de um importante entroncamento aéreo, rodoviário e ferroviário. Além da importância econômica ainda é um importante centro cultural de sua região. O Jardim Botânico Municipal e o Horto Florestal de Bauru configuram-se como grandes áreas de preservação ambiental, enquanto que o Teatro Municipal de Bauru "Celina Lourdes Alves Neves", o Centro Cultural de Bauru e o Automóvel Clube de Bauru são relevantes pontos de visitação localizados na zona urbana, além dos projetos e eventos culturais realizados pela Secretaria Municipal de Cultura, órgão responsável por projetar a vida cultural bauruense.

## Etimologia
Uma das hipóteses mais utilizadas que explicam o nome do município diz que o nome teria vindo de mbai-yurú, que quer dizer "queda de água" ou "rio de grande inclinação", ou ybá-uru, que, traduzido da língua tupi, significa "cesta de frutas", ou "bauruz", que era como os índios que habitavam as margens do rio Batalha eram conhecidos. Teodoro Sampaio dizia que Bauru é corrupção de "upaú-r-u", ou "upaú-r-y, designando rio da lagoa. Do Tupi: de "Upá" ou "Upaú", lago, lagoa, água represada, e "U", o mesmo que "I", água corrente, rio, líquido.

## História

### Primórdios

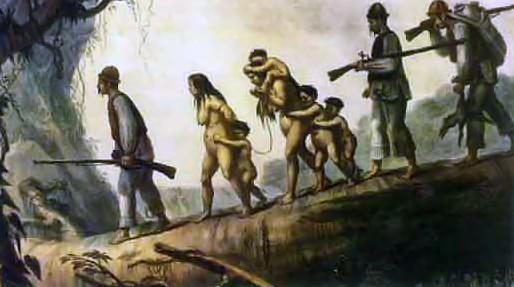
Pintura retratando os índios Guaranis, um dos povos indígenas que disputavam o território da região de Bauru no século XVIII.

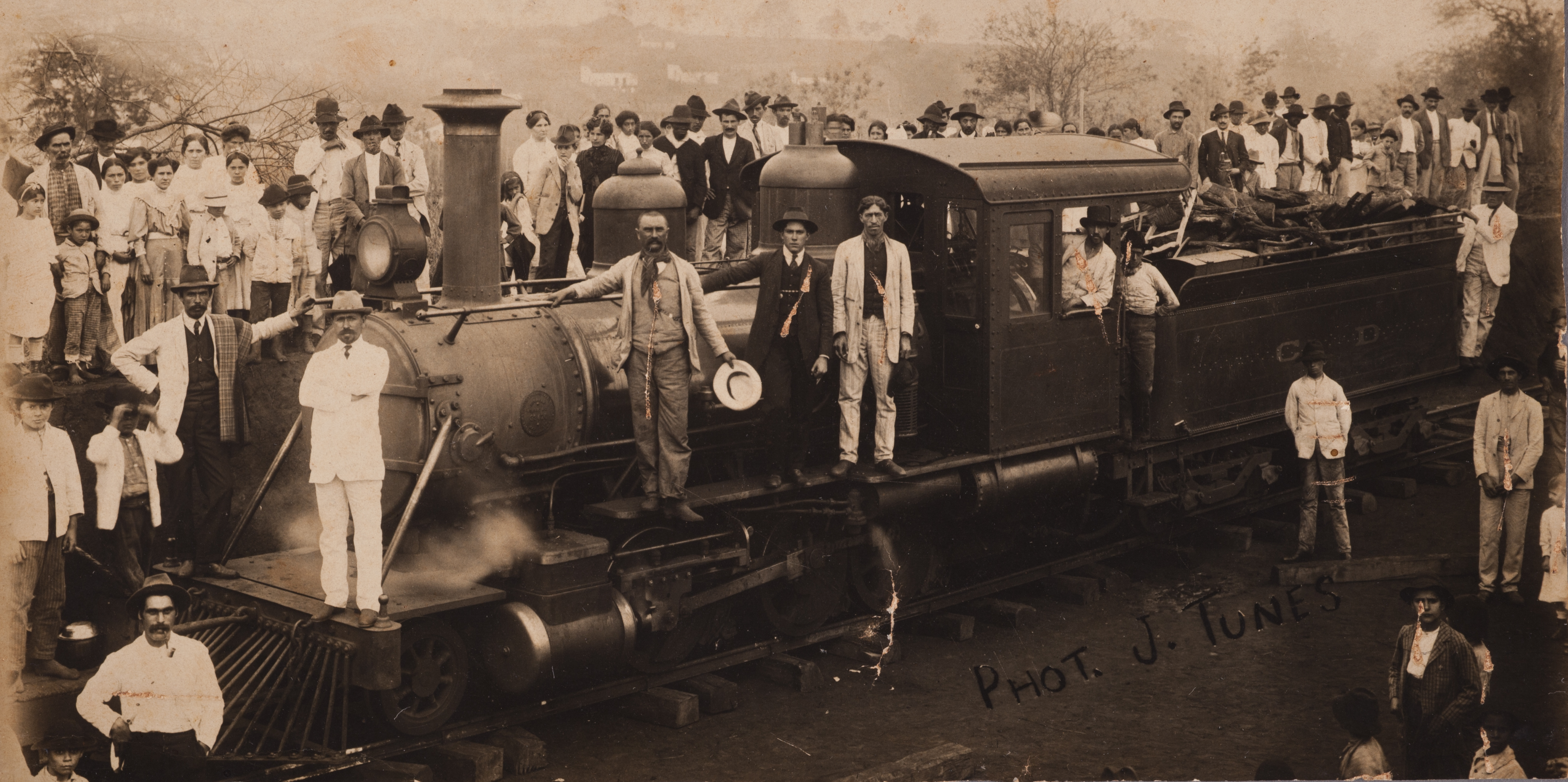
Primeira Locomotiva Chefada em Bauru, 24 de setembro de 1910.

Historicamente, a região ocupada por Bauru era território disputado entre dois grupos indígenas: os caingangues e os guaranis. No século XVIII, bandeirantes paulistas tentaram se estabelecer na região, que era ponto de travessia das monções (expedições fluviais) que se dirigiam até Mato Grosso e Goiás, mas foram impedidos por ataques dos índios locais. Os não índios somente conseguiram se estabelecer na região no século XIX, com a vinda de população oriunda do litoral do estado, de Minas Gerais e do Rio de Janeiro. Após 1850, na procura de novas terras para ocupação e colonização, pioneiros paulistas e mineiros começam a explorar a vasta região situada entre a Serra de Botucatu, o Rio Tietê, o Rio Paranapanema e Rio Paraná, até então habitado por grupos de indígenas Kaingang..
Em 1856, Felicíssimo Antônio Pereira, provindo de Minas Gerais, adquiriu terras e estabeleceu, próximo ao atual Centro de Bauru, a Fazenda das Flores. Anos depois, em 1884, essa fazenda (também chamada de Campos Novos de Bauru) teria parte de sua área desmembrada para a formação do arraial de São Sebastião do Bauru. O distrito progrediu, mesmo sujeito a ataques dos nativos Kaingang e relativamente isolado do resto do estado e tornou-se distrito de Agudos em 1888. A chegada dos migrantes oriundos do leste paulista e de Minas Gerais levou à emancipação do município em 1 de agosto de 1896.
A criação do município de Bauru é de 1896. O desbravamento dessa região do estado de São Paulo ocorreu maciçamente na última década do século XIX e primeira década do século XX. . As terras a Oeste da Serra de Botucatu, a partir do espigão da Serra dos Agudos, nunca abrigaram o sistema escravocrata, que vigorou em grande parte do Brasil até 1888. O atual município de Lençóis Paulista foi o limite geográfico do escravagismo naquela região do Estado de São Paulo. Esse aspecto trouxe consequências no plano da demografia e da composição étnica da população regional. Ou seja, o contingente de negros e pardos no município de Bauru é relativamente menor que em outras regiões paulistas, enquanto o componente de origem asiática (sobretudo japonesa) é ali maior do que a média brasileira.

### Após a emancipação

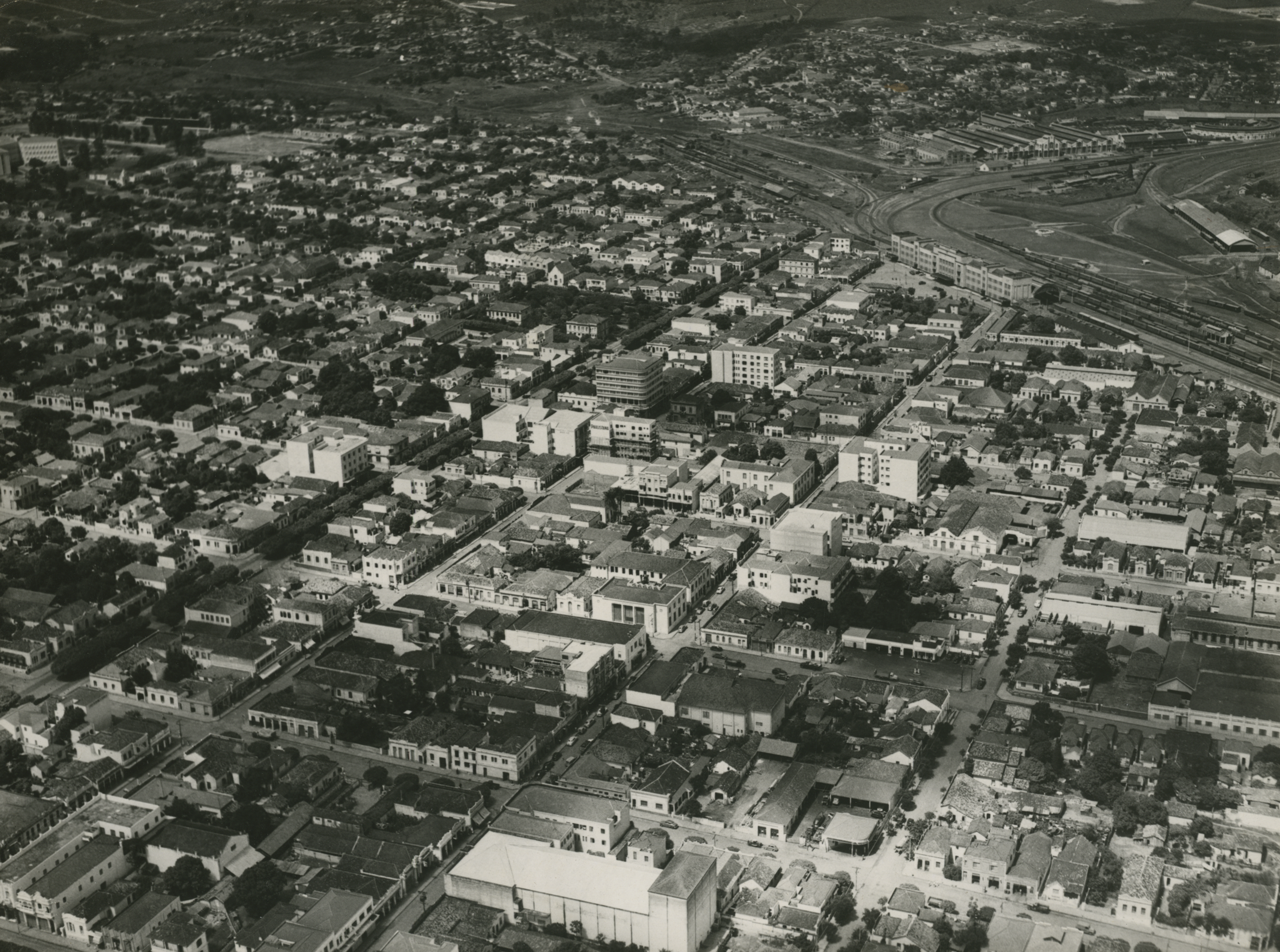
Bauru, década de 1970. Arquivo Nacional.

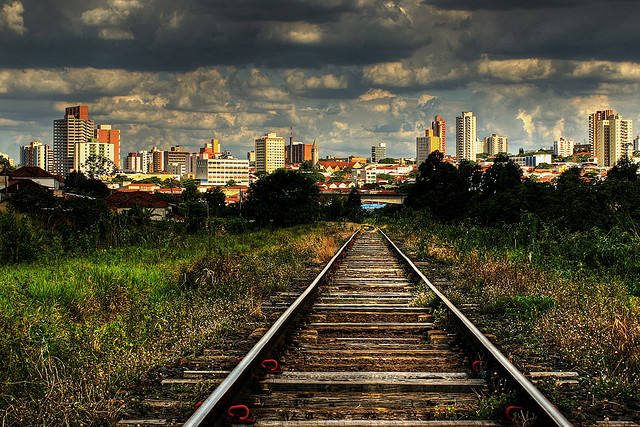
Vista de Bauru com a linha de trem em primeiro plano. Por décadas, o município foi um importante entroncamento ferroviário.

O novo município sobreviveu inicialmente do cultivo do café, mesmo tendo terras mais fracas e inférteis que o restante do estado. Em 1906, foi escolhido como ponto de partida da Estrada de Ferro Noroeste do Brasil, que ligou, por via férrea, Bauru a Corumbá, no Mato Grosso do Sul, junto à fronteira com a Bolívia. Durante a primeira metade do século XX, Bauru tornou-se o principal polo econômico da vasta região compreendida pelo Oeste Paulista, Norte do Paraná e Mato Grosso do Sul. A ausência de um forte setor industrial em Bauru impediu que se constituísse um fluxo de migração interna, como por exemplo a migração nordestina que afluiu a partir da década de 1930 para a Grande São Paulo e a região Leste do Estado. Por sua vez, o extermínio dos grupos indígenas que ocupavam a região de Bauru, com destaque para os Kaingang, foi um dos episódios trágicos da incorporação regional ao território paulista. Tais aspectos acentuaram a importância da imigração estrangeira na composição étnica e demográfica atual de Bauru.
O início da Marcha para o Oeste, criada pelo governo de Getúlio Vargas para incentivar o progresso e a ocupação do Centro-Oeste brasileiro, fez com que muitos se estabelecessem nesta região do estado de São Paulo. Dado o crescimento populacional de Bauru, houve a necessidade de investimentos em infraestrutura, principalmente porque o setor industrial viria a se desenvolver no decorrer das décadas de 1940 e 50. O Decreto nº 5349, de 18 de outubro de 1904, oficializou a criação da Companhia de Estradas de Ferro Noroeste do Brasil, cujo traçado partiria de Bauru. Em julho do ano seguinte, os trilhos chegaram ao município, numa espécie de prolongamento da Estrada de Ferro Sorocabana. Em 1906 foi criado o primeiro jornal, "O Bauru", e em 1908 foi inaugurado o serviço telefônico. Em 9 de março de 1911 foi criada a Comarca de Bauru e no dia 16 do mesmo mês e ano, foi instalado o serviço de iluminação pública. Em 1913 instalou-se o primeiro grupo escolar e em 1928 foi fundado o Hospital da Sociedade Beneficência Portuguesa, o primeiro grande hospital da região. A 8 de março de 1934 criou-se a primeira rádio, a rádio PRC-8 (depois PRG-8) Bauru Rádio Clube e em 19 de abril de 1942 foi inaugurado o novo serviço de água. O setor cultural muito se desenvolveu no decorrer da décadas de 40 e 50,  exemplo disso é a inauguração do Centro Cultural de Bauru em 15 de março de 1942, e a criação do Salão Oficial de Belas Artes, em 16 de julho de 1950.
Bauru é conhecida por um sanduíche que leva o mesmo nome, criado pelo advogado bauruense Casimiro Pinto Neto no bar Ponto Chic, localizado no Largo do Paiçandu, na cidade de São Paulo, em 1934, quando era aluno da Faculdade de Direito da Universidade de São Paulo. Mais tarde, o sanduíche ganhou fama devido ao bar "Zé do Esquinão", durante décadas instalado no centro urbano de Bauru. A receita do sanduíche Bauru, como se elabora na cidade, é, originalmente, a seguinte: pão francês, rosbife, fatias de tomate, rodelas finas de picles de pepino e queijo branco derretido na água.
No final da segunda metade do século XX o transporte ferroviário foi sendo substituído pela construção de rodovias. A cidade vem registrando bons índices de desenvolvimento, recuperando áreas degradadas e hoje possui um parque industrial diversificado com mão de obra qualificada, tendo localização privilegiada em termos de alternativas de transporte, com o maior entroncamento rodo-hidro-aéreo e ferroviário do estado de São Paulo, oferta de energia e rede telefônica.

## Geografia
A área do município, segundo o Instituto Brasileiro de Geografia e Estatística, é de 667,684 km². Situa-se a 22º18′54” de latitude sul e 49º03′39” de longitude oeste e está a uma distância de 326 quilômetros a noroeste da capital paulista. Limita-se com: Reginópolis (a norte); Arealva (a nordeste); Pederneiras (a leste); Piratininga (a sul); Agudos (sudeste); e Avaí (oeste).

### Geomorfologia e hidrografia

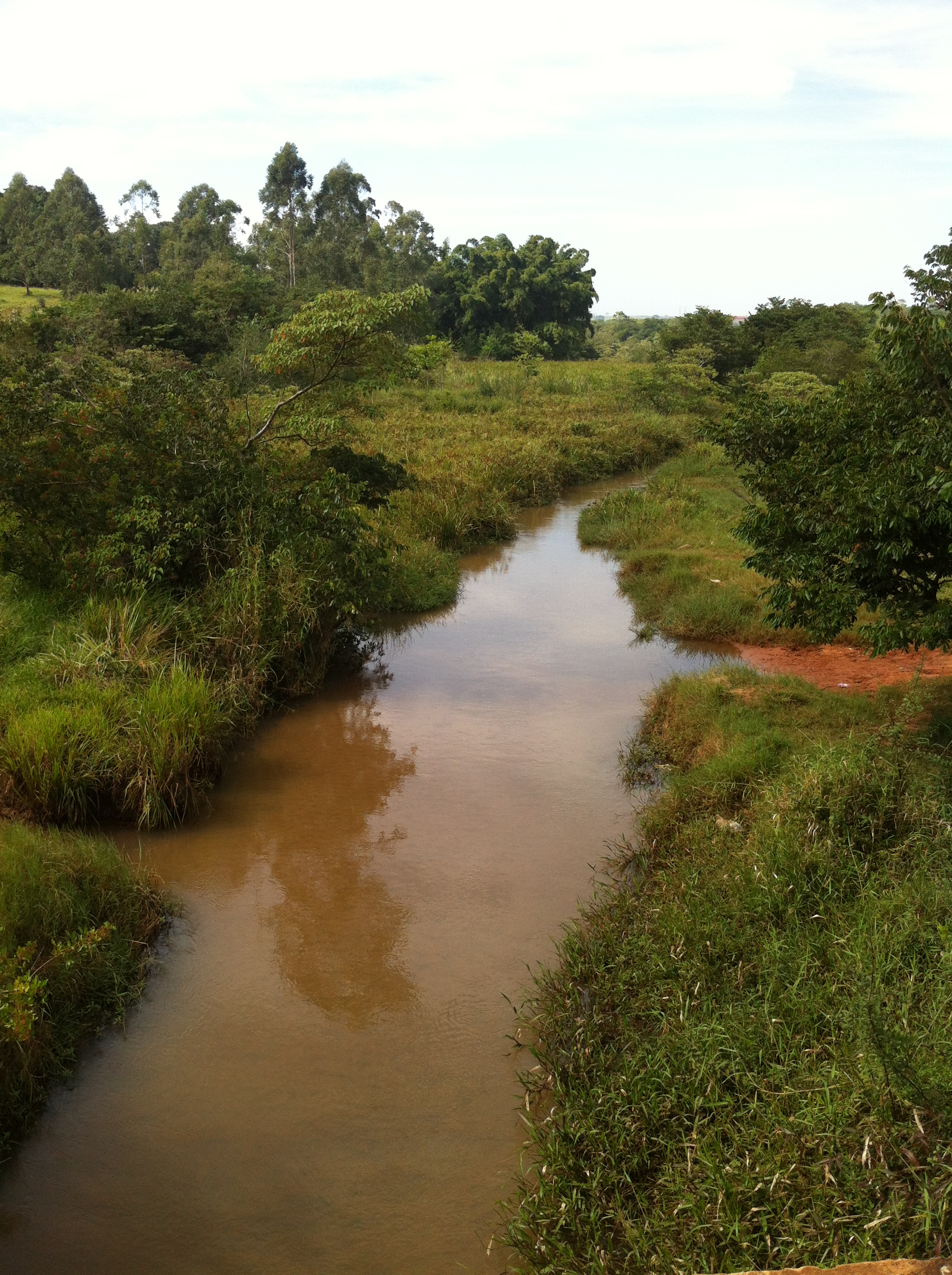
Rio Batalha em Bauru.

No relevo de Bauru apresenta-se predominância de áreas onduladas, sendo que as ondulações correspondem a 64,71% do total do território bauruense, enquanto que áreas planas constituem 23,85% do total. É um relevo rebaixado e dissecado em suas bordas, considerado residual de condições tropicais denudacionais pós-cretáceas, tendo altitude média de 526 metros.
Em Bauru ocorre predomínio de solos com textura arenosa, sendo que a baixa densidade de drenagem é uma das características do Planalto Ocidental Paulista. Isso se deve ao clima da cidade, quente em grande parte do ano. Os tipos de solo predominantes são o latossolo vermelho-amarelo, que ocorre de forma generalizada, e o argissolo vermelho-amarelo, comumente encontrado em vertentes mais inclinadas, ambos possuindo textura média a arenosa. Áreas onde o solo é do tipo latossolo são mais sujeitas à ocorrência de grandes voçorocas. Eles são desenvolvidos, estáveis e bem drenados, mas quando sofrem fortes atividades de ocupação irregular, perdem seus micro-agregados, causando maiores desgastes.
A densidade do relevo interfere diretamente no seguimento das redes de drenagem, assim com estas também são capazes de modificar a configuração da superfície. Os principais rios do município são o Rio Bauru e o Rio Batalha. O primeiro nasce em uma área bem próxima ao perímetro urbano bauruense, na chamada antiga Fazenda Fortaleza (atualmente um loteamento do bairro Lagoa Sul), seguindo 42 km até desaguar no Rio Tietê, entre os municípios de Boraceia, Pederneiras e Itapuí. Já o Rio Batalha nasce em Agudos e é um importante afluente do Rio Tietê, tendo 167 km de extensão. Dele é captada a água consumida pelo município.

### Clima

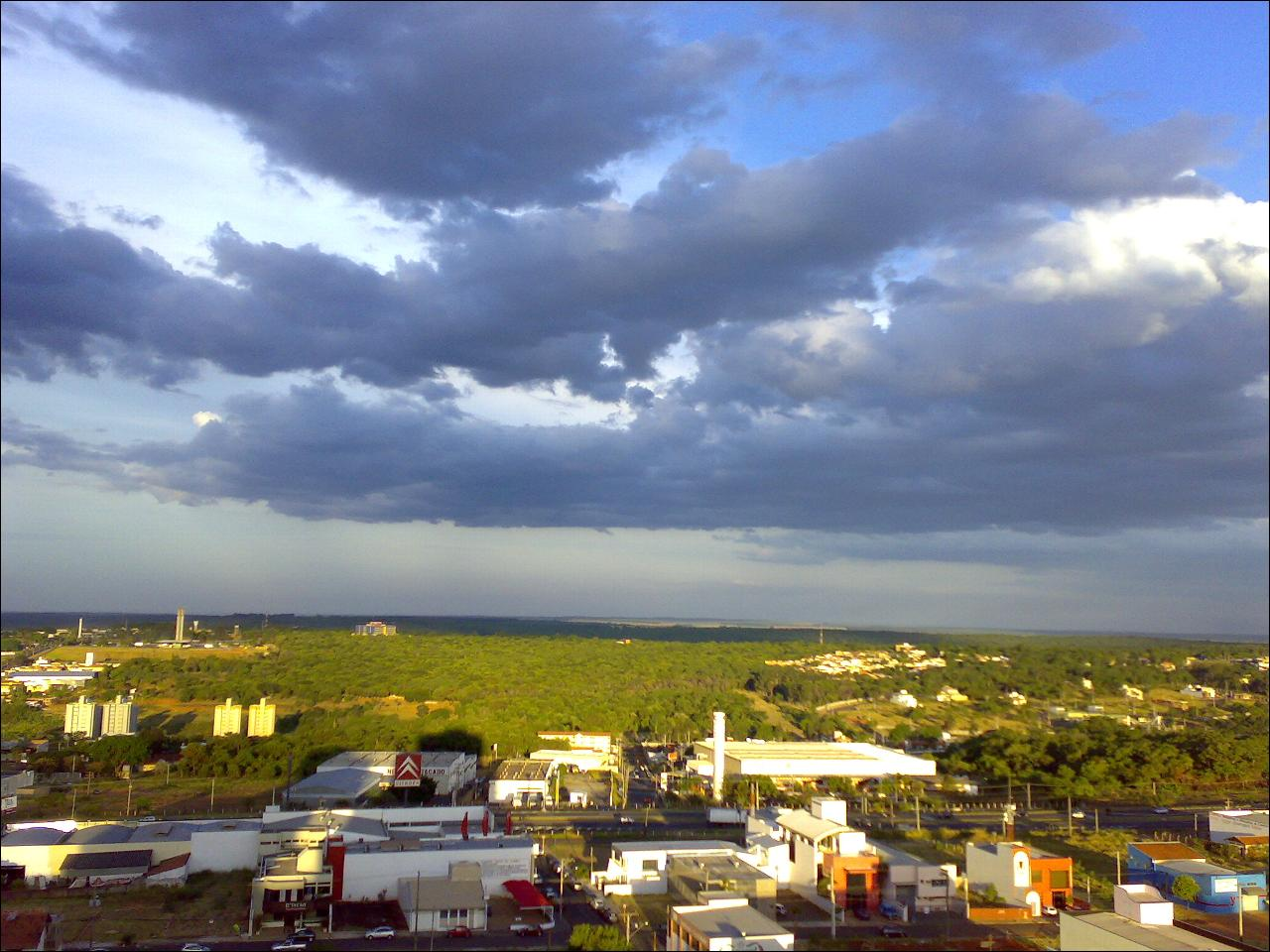
Céu da cidade em um dia parcialmente nublado

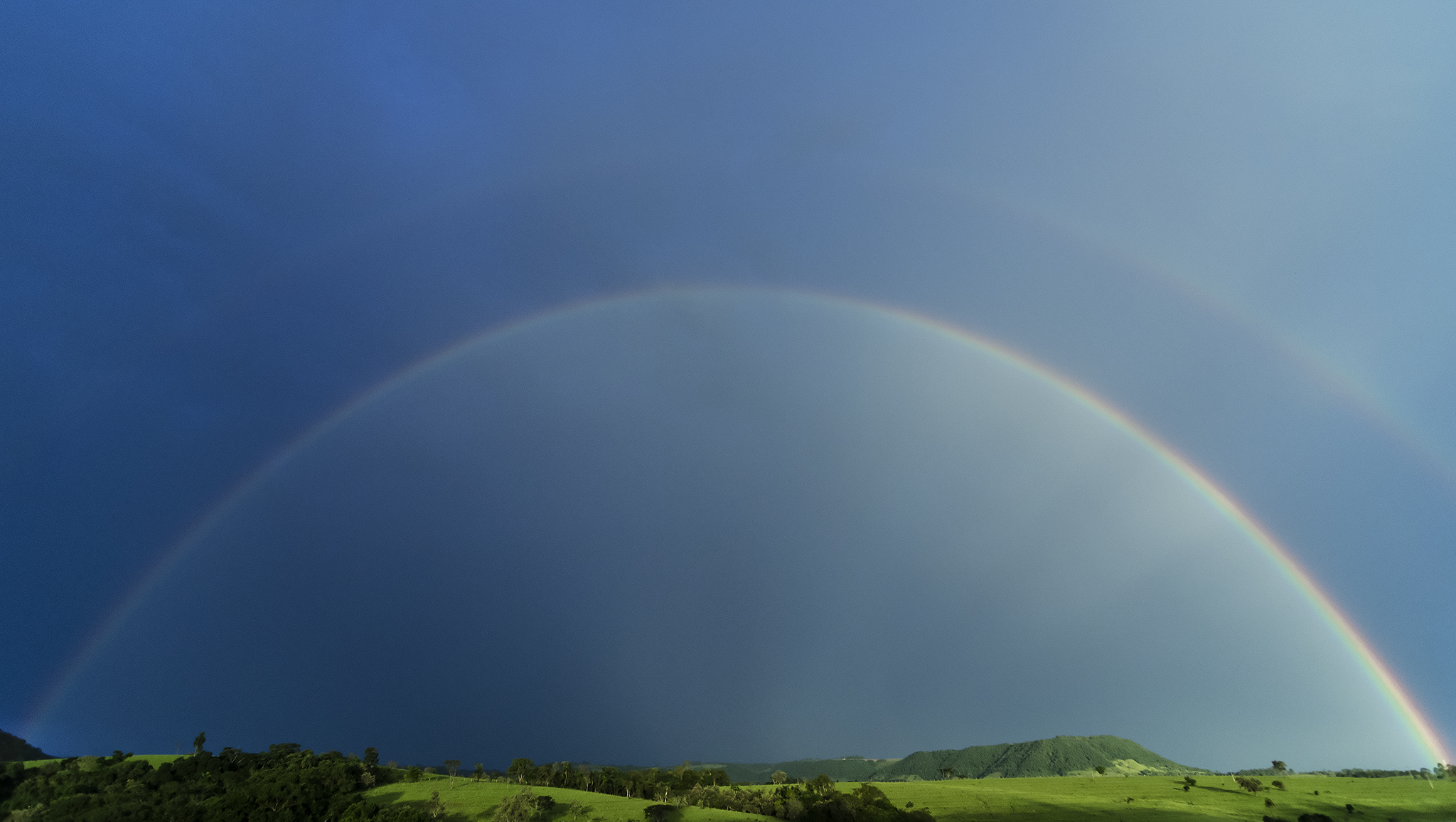
Arco-íris nas proximidades de Bauru

Conforme estudo do Centro de Pesquisas Meteorológicas e Climáticas Aplicadas à Agricultura (CEPAGRI) da Universidade Estadual de Campinas (UNICAMP), o clima de Bauru é tropical de altitude (tipo Aw segundo Köppen), predominante no centro-oeste do estado de São Paulo, com invernos secos e amenos e verões chuvosos com temperaturas mais altas, sendo a temperatura média do mês mais quente superior a 22° C. Outono e primavera são estações de transição. O índice pluviométrico anual é de aproximadamente 1 330 milímetros (mm), concentrados nos meses de primavera e verão, havendo diminuição considerável no inverno.
Durante o período chuvoso, as precipitações caem principalmente sob a forma de chuva e, em algumas ocasiões, de granizo. Tais precipitações são por vezes acompanhadas de descargas elétricas (raios e trovoadas). Por outro lado, nos meses de inverno, quando se configura a estação seca, os índices de umidade relativa do ar despencam, muitas vezes para abaixo de 30%. Nessa mesma época são mais comuns registros de queimadas em matagais, o que contribui com o desmatamento e o lançamento de poluentes na atmosfera, prejudicando ainda a qualidade do ar. Ainda nos meses de inverno são mais comuns as entradas de massas de ar polares, algumas delas com forte intensidade, com potencial para baixar a temperatura para 10 °C ou menos e até mesmo geadas, embora pouco comuns.
Bauru abriga a sede do Instituto de Pesquisas Meteorológicas (IPMet), unidade complementar da Universidade Estadual Paulista (UNESP) criada em 1969 com o intuito de realizar pesquisas meteorológicas voltadas à utilização em previsão do tempo para todo o estado de São Paulo, além de quantificar e monitorar tempestades e a pluviosidade nessa região, através do uso de um radar meteorológico.
Através de uma parceria com o IPMet, o Instituto Nacional de Meteorologia (INMET) instalou uma estação meteorológica automática na sede do instituto, em operação desde o dia 30 de agosto de 2001. Desde então a menor temperatura registrada pela estação foi de 2,1 °C em 4 de agosto de 2011. A máxima histórica atingiu 41,6 °C em 7 de outubro de 2020. O maior acumulado de precipitação em 24 horas chegou a 135,4 mm em 19 de janeiro de 2017. Na tarde de 1 de março de 2018 ocorreu a maior rajada de vento, chegando a 23,8 m/s (85,7 km/h). Já o menor índice de umidade relativa do ar foi registrado na tarde do dia 23 de agosto de 2006, de 9%, caracterizando estado de emergência.
| Dados climatológicos para Bauru | Dados climatológicos para Bauru | Dados climatológicos para Bauru | Dados climatológicos para Bauru | Dados climatológicos para Bauru | Dados climatológicos para Bauru | Dados climatológicos para Bauru | Dados climatológicos para Bauru | Dados climatológicos para Bauru | Dados climatológicos para Bauru | Dados climatológicos para Bauru | Dados climatológicos para Bauru | Dados climatológicos para Bauru | Dados climatológicos para Bauru |
| Mês | Jan                             | Fev                             | Mar                             | Abr                             | Mai                             | Jun                             | Jul                             | Ago                             | Set                             | Out                             | Nov                             | Dez                             | Ano                             |
| --- | ------------------------------- | ------------------------------- | ------------------------------- | ------------------------------- | ------------------------------- | ------------------------------- | ------------------------------- | ------------------------------- | ------------------------------- | ------------------------------- | ------------------------------- | ------------------------------- | ------------------------------- |
| Temperatura máxima recorde (°C) | 37,1                            | 37,1                            | 35,3                            | 35,7                            | 32                              | 30,2                            | 32,5                            | 35,5                            | 40,4                            | 41,6                            | 37,6                            | 36,9                            | 41,6                            |
| Temperatura máxima média (°C) | 30                              | 30                              | 31                              | 30                              | 27                              | 26                              | 26                              | 29                              | 30                              | 30                              | 30                              | 30                              | 29,1                            |
| Temperatura média (°C) | 25                              | 25                              | 25                              | 23                              | 20                              | 20                              | 19                              | 21                              | 22                              | 23                              | 24                              | 24                              | 22,6                            |
| Temperatura mínima média (°C) | 19                              | 19                              | 19                              | 17                              | 14                              | 12                              | 12                              | 13                              | 15                              | 16                              | 17                              | 18                              | 16                              |
| Temperatura mínima recorde (°C) | 12,7                            | 15,4                            | 13,7                            | 6,9                             | 6,3                             | 3                               | 2,7                             | 2,1                             | 4,5                             | 10,1                            | 10,1                            | 12,5                            | 2,1                             |
| Precipitação (mm) | 226,6                           | 196,1                           | 143,3                           | 76,2                            | 62,3                            | 52,4                            | 35,4                            | 25,5                            | 62,7                            | 122,8                           | 129                             | 198,7                           | 1 331                           |
| Fontes: Centro de Pesquisas Meteorológicas e Climáticas Aplicadas à Agricultura (CEPAGRI) e Instituto Nacional de Meteorologia (INMET) (recordes de temperatura: 30/08/2001-presente) |                                 |                                 |                                 |                                 |                                 |                                 |                                 |                                 |                                 |                                 |                                 |                                 |                                 |

### Parques e meio ambiente
A vegetação original e predominante no município é a mata atlântica, porém por ação do clima e da devastação das florestas o bioma que cada vez mais vem ganhando espaço em Bauru é o cerrado.
No começo do século XX o desmatamento da região para a construção da Estrada de Ferro Noroeste do Brasil e para a expansão da zona urbana fez com que a cidade registrasse muitos casos de leishmaniose, já que o mosquito transmissor da doença migrou da mata para as casas, proporcionando a epidemia e fazendo com que a doença ganhasse o apelido de "úlcera de Bauru".
Para evitar o avanço desmatamento atualmente, foram criadas várias áreas de conservação ambiental. O município contava em 2011 com nove, sendo elas: o Bosque da Comunidade (com 16 200 m²); a Floresta Estadual de Pederneiras (com 1 941 hectares, criada em 2002); a Estação Ecológica de Bauru (278,7 ha, criada em 1983); a Estação Experimental de Bauru (com 43,09 ha, criada em 1939); a Área de Preservação Ambiental (APA) do Rio Batalha (criada em 1998 para proteger a mata ciliar às margens do Rio Batalha); o Jardim Botânico Municipal de Bauru (criado em 1994); a APA Municipal Vargem Alegre (criada em 1996); a APA Água Parada (criada em 1996); e o Parque Zoológico Municipal de Bauru (criado em 1992 com 30 ha, abrigando espécies animais em extinção).
Bauru conta ainda com parques, praças de médio e grande portes, quadras esportivas e áreas de lazer como o Parque Vitória Régia e o Parque do Castelo, entre outros.
O Jardim Botânico municipal começou a ser construído na década de 1910, no lugar onde se extraía água para abastecer a cidade, sendo que o lugar era rico em nascentes e a mata as protegia. O Centro de Visitação do parque foi inaugurado em 7 de julho de 2003, onde estão expostas informações sobre o parque, cujas principais atrações são as trilhas ecológicas, o herbário e o viveiro. O Horto Florestal de Bauru conta com 50 hectares, abrigando uma estação experimental de pesquisa de pinus, eucalipto e outras espécies exóticas e nativas da flora. O Parque Zoológico Municipal de Bauru, inaugurado em 24 de agosto de 1980, conta com diversas espécies de animais, recebendo em média 150 mil pessoas por ano.

## Demografia
No censo demográfico de 2022 feito pelo Instituto Brasileiro de Geografia e Estatística (IBGE), a população do município era de 379 146 habitantes, apresentando uma densidade populacional de 567,85 hab./km², sendo o 18º mais populoso do estado e o mais populoso da Mesorregião de Bauru, apresentando uma densidade populacional de 510,83 habitantes por km².
Segundo o censo demográfico de 2010, 166 692 habitantes eram homens e 177 347 habitantes mulheres. Ainda segundo o mesmo censo, 338 891 habitantes viviam na zona urbana e 5 148 na zona rural.
O Índice de Desenvolvimento Humano Municipal (IDH-M) de Bauru é considerado muito elevado pelo Programa das Nações Unidas para o Desenvolvimento (PNUD). Seu valor é de 0,801, sendo o 20º maior de todo o estado de São Paulo (em 645 municípios); o 24 de toda Região Sudeste do Brasil (em 1666) e o 37° de todo Brasil (entre 5565). O município possui a maioria dos indicadores muito elevados e acima com os da média nacional segundo o PNUD.
Segundo o IBGE, em 2003, o coeficiente de Gini, que mede a desigualdade social, era de 0,43, sendo que 1,00 é o pior número e 0,00 é o melhor. A incidência da pobreza, medida pelo IBGE, é de 14,01%, o limite inferior da incidência de pobreza é de 9,68%, o superior é de 18,34% e a incidência da pobreza subjetiva é de 9,37%. De 1991 a 2010, a proporção de pessoas com renda domiciliar per capita de até meio salário mínimo reduziu em 16,0%. Em 2010 85,6% da população vivia acima da linha da pobreza, 9,6% encontrava-se na linha da pobreza e 4,7% estava abaixo. Em 2000, a participação dos 20% da população mais rica da cidade no rendimento total municipal era de 62,8%, ou seja, 23 vezes superior à dos 20% mais pobres, que era de 2,7%, sendo que em 1991 a participação dos 20% mais pobres era de 3,9%, ou seja, do começo da década de 90 até o ano de 2000 houve crescimento da desigualdade social na cidade.

### Déficit habitacional

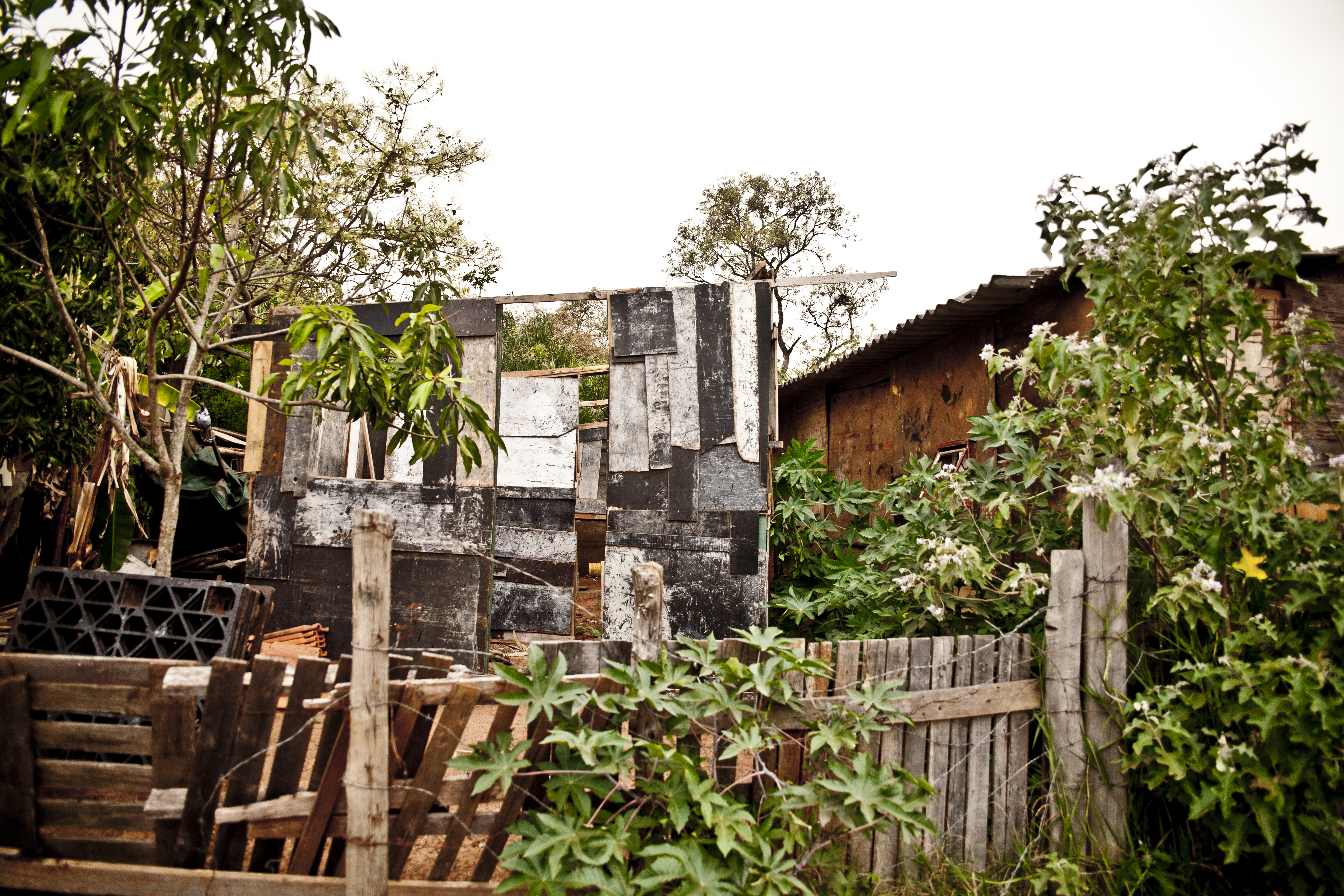
Favela do Jardim Niceia

No ano de 2008, segundo a prefeitura, havia registros de favelas, palafitas e loteamentos irregulares, sendo que em 2000 5 888 habitantes viviam em aglomerados subnormais, de acordo com o IBGE, porém dados de novembro de 2008 divulgados pela Secretaria de Planejamento estimam que atualmente há quase 15 mil pessoas morando em barracos. Segundo o IBGE em 2010 havia 23 favelas em Bauru (Jd. Ivone, Barreirinho, Ferradura, V. Aimorés, Sta. Teresinha, Jd.Olímpico, Jd. Nicéia, Jd. Yolanda, J. Europa, Vila Zilo, Parque das Nações, Comendador/Santista, Jd. Vitória, Cutuba, Parque Real, Jd. Andorfato, Parque Jaraguá, São Manoel, Vila Sta. Filomena, J. Gerson França, Jd. Marise, Jd. Maria Célia e Pousada da Esperança). Os primeiros núcleos de habitações irregulares começaram a se formar em meados da década de 1980, quando muitas pessoas que vinham de fora à procura de melhores condições de vida iam se afixando nos aglomerados subnormais, que se proliferaram pelo fato de Bauru nunca ter tido uma política de habitação e secretaria da habitação. Muitos destes pontos ocupados eram áreas públicas destinadas à criação de áreas verdes.
Para reverter a situação e tentar melhorar as condições de vida nas favelas foi aprovado em agosto de 2008 o Plano Diretor Participativo de Bauru, que prevê a regularização de favelas que não estejam situadas em áreas de risco, sujeitas a inundações ou erosões, ou em áreas de preservação ambiental, sendo que estas devem ser relocadas. Outros projetos organizados pela prefeitura visam evitar o avanço das favelas. Além delas ainda há problemas quando aos loteamentos irregulares, que são áreas onde ainda não há posse legal da terra, porém muitos deles estão em processo de regularização.

### Religião
Tal qual a variedade cultural verificável em Bauru, são diversas as manifestações religiosas presentes na cidade. Embora tenha se desenvolvido sobre uma matriz social eminentemente católica, tanto devido à colonização quanto à imigração — e ainda hoje a maioria dos bauruenses declara-se católica —, é possível encontrar atualmente na cidade dezenas de denominações protestantes diferentes, assim como a prática do budismo, do islamismo, espiritismo, entre outras. Nas últimas décadas, o budismo e as religiões orientais têm crescido bastante na cidade.
Também são consideráveis as comunidades judaica, mórmon, e das religiões afro-brasileiras. De acordo com dados do censo de 2000 realizado pelo IBGE, a população bauruense está composta por: católicos (62,37%), evangélicos (23,59%), pessoas sem religião (7,31%), espíritas (3,12%) e os demais divididos entre outras religiões. Segundo o censo brasileiro de 2022, a composição religiosa da cidade era de 43,94% católicos, 35,93% evangélicos ou protestantes, 3,77% espíritas, 1,48% umbandistas ou candomblecistas, 0,04% religião tradicional, 6,59% outras religiões, 8,2% irreligiosos, 0% desconhecidos e 0,05% não declarados.

#### Igreja Católica Apostólica Romana

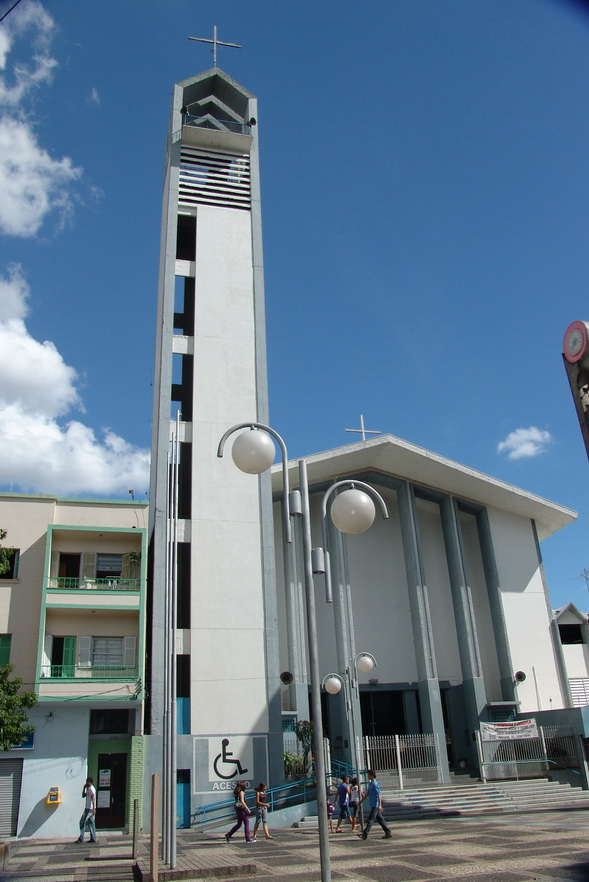
Fachada da Catedral do Divino Espírito Santo localizada na Praça Rui Barbosa, no centro da cidade.

Segundo divisão feita pela Igreja Católica, o município está situado na Arquidiocese de Botucatu, criada como diocese em 7 de junho de 1908 e elevada em 19 de abril de 1958, e é sede da Diocese de Bauru, criada em 15 de fevereiro de 1964, envolvendo, além de Bauru, outros doze municípios. Em sua organização pastoral, está dividida em sete regiões pastorais e 41 paróquias. A sede da Diocese de Bauru é a Catedral do Divino Espírito Santo, principal monumento religioso da cidade atualmente, tendo sido inaugurada em 21 de julho de 1897.
A criação da Diocese deveu-se ao rápido povoamento da região no começo do século XX, que consequentemente fez com que o catolicismo se desenvolvesse no lugar. A "Capela do Divino Espírito Santo" foi construída, no final da década de 1880, por Faustino Ribeiro da Silva, com apoio financeiro da Câmara Municipal, porém a capela veio a ser demolida em 1913. Antes disso, todavia, o primeiro sinal de religiosidade da Vila de Bauru surgiu por volta de 1886, com a fixação de uma cruz em frente de onde hoje está a Catedral da cidade, no então Largo Municipal que, em 1923, passou a ser a Praça Rui Barbosa.

#### Igrejas protestantes

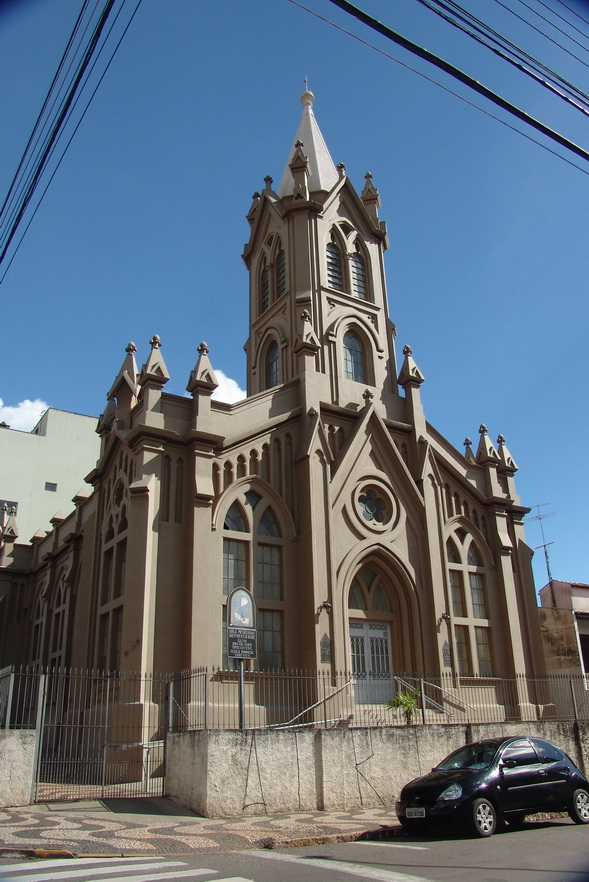
Igreja Presbiteriana Independente

A cidade possui os mais diversos credos protestantes ou reformados, como a Igreja Luterana, a Igreja Presbiteriana, a Igreja Metodista, a Igreja Episcopal Anglicana e diversos credos evangélicos, como a Comunidade Evangélica Sara Nossa Terra, a Igreja Cristã Maranata, as igrejas batistas, a Igrejas Assembleias de Deus, a Igreja Adventista do Sétimo Dia, a Igreja Mundial do Poder de Deus, a Igreja Universal do Reino de Deus, a Congregação Cristã no Brasil, entre outras.
Como citado acima, de acordo com o IBGE, em 2000 23,59% da população era protestante. Desse total, 16,52% são das igrejas evangélicas de origem pentecostal; 3,61% são das evangélicas de missão; 2,65% são das evangélicas sem vínculo institucional; e 0,81% pertencem a outras religiões evangélicas.
Ainda existem também cristãos de várias outras denominações, tais como as Testemunhas de Jeová (que representam 1,19% dos habitantes) e os membros de A Igreja de Jesus Cristo dos Santos dos Últimos Dias (0,29%), também conhecida como Igreja Mórmon. A primeira igreja protestante a instalar-se em Bauru foi a Igreja Presbiteriana, cuja sede no município foi criada a 15 de outubro de 1933.

### Composição étnica

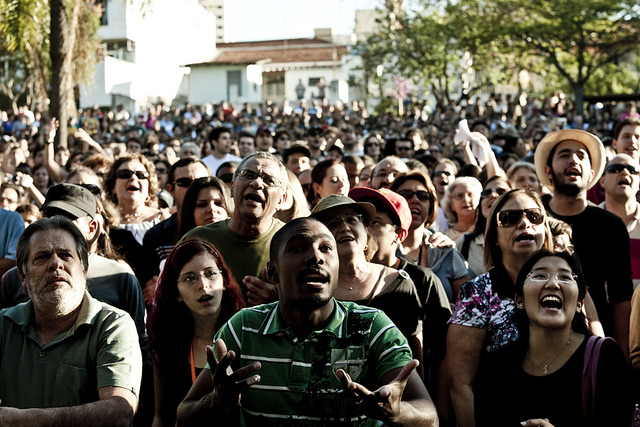
Amostra da população bauruense durante realização de evento cultural em 2010.

Em 2010, segundo dados do censo IBGE daquele ano, a população bauruense era composta por 243 028 brancos (70,66%); 17 041 pretos (4,95%); 78 039 pardos (22,69%); 5 394 amarelos (1,57%); e 435 indígenas (0,13%). No ano de 2010 havia 1 070 emigrantes que vieram de outras partes do estado de São Paulo e do Brasil, de acordo com o IBGE. A cidade recebeu um grande contingente de pessoas vindas de outras partes do país durante a Marcha para o Oeste, onde muitos afixaram-se na região com esperanças de melhores condições de vida. Por outro lado 1 070 saíram de Bauru para ir para outros países, sendo que 345 deles foram para o Japão (32,45%), 217 (20,28%) foram para os Estados Unidos e 63 (5,89%) para o Reino Unido.
A chegada de pessoas vindas de outros lugares era mais comum no começo do século XX, sendo que a imigração contribuiu com a agricultura. Muitos imigrantes vinham em busca de emprego principalmente nas lavouras de café, sendo que ajudaram ainda no fortalecimento do comércio. Bauru recebeu levas de imigrantes de várias partes do mundo, com destaque para os italianos, espanhóis, portugueses e japoneses. Por estar em um importante entroncamento rodoferroviário, que conecta o município facilmente a grande parte do país e ainda outros países da América do Sul, fez atrair ainda imigrantes sírios, libaneses, alemães, franceses, chineses e judeus de diversas nacionalidades. Mais recentemente, passou a receber bolivianos, argentinos, chilenos, palestinos e norte-americanos, tornando-se um dos municípios mais cosmopolitas do Interior de São Paulo.

## Política e administração

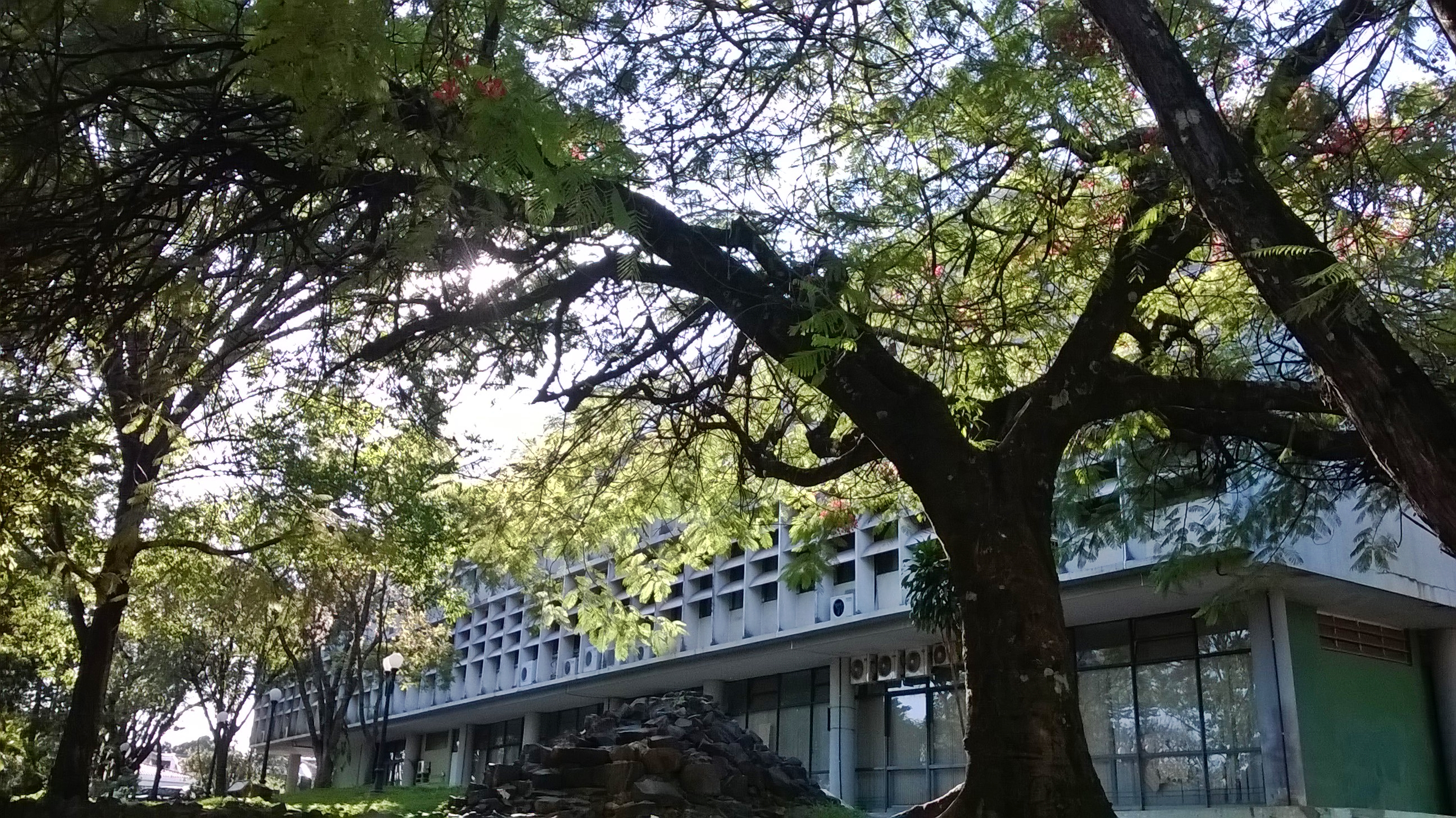
Palácio das Cerejeiras, sede da Prefeitura de Bauru

A administração municipal se dá pelo poder executivo e pelo poder legislativo. O primeiro a governar o município foi José Alves de Lima, que ficou no cargo de intendente entre janeiro e maio de 1896. A prefeita municipal é Suéllen Silva Rosim, do Partido Social Democrático (PSD), que venceu a eleição municipal em 2020 no segundo turno com 89.725 votos (na época pelo partido Patriota), totalizando 55,98% dos votos válidos. Na eleição municipal em 2024 no município, Suéllen Rosim foi reeleita prefeita. Suéllen tornou-se a primeira mulher a ser eleita prefeita de Bauru.
O poder legislativo é constituído pela câmara, composta por 17  vereadores eleitos para mandatos de quatro anos (em observância ao disposto no artigo 29 da Constituição) e está composta da seguinte forma: duas cadeiras do Partido Social Liberal (PSL); duas cadeiras Democratas (DEM); duas cadeiras do Partido Progressista (PP); duas cadeiras do Movimento Democrático Brasileiro (PMDB); uma cadeira do Republicanos (REP); uma cadeira do Partido Trabalhista Brasileiro (PTB); uma cadeira do Partido Democrático Trabalhista (PDT); uma cadeira do Cidadania; uma cadeira do Partido dos Trabalhadores (PT); uma cadeira do Partido Social Democrático (PSD); uma cadeira do Partido da Social Democracia Brasileira (PSDB); uma cadeira do Patriota (PATRI); uma cadeira do Podemos (PODE). Cabe à casa elaborar e votar leis fundamentais à administração e ao executivo, especialmente o orçamento participativo (Lei de Diretrizes Orçamentárias).
O município se rege ainda por lei orgânica, que foi promulgada em 5 de abril de 1990 e entrou em vigor nesta mesma data, e é sede da Comarca de Bauru, criada a 22 de dezembro de 1910 pela lei nº 1232. Havia 246 842 eleitores em abril de 2012, o que representava 0,799% do total do estado de São Paulo. Possui uma cidade-irmã, sendo esta Tenri, Japão. Bauru dividi-se em cerca de 350 bairros e dez administrações regionais e possui dois distritos: o Distrito-Sede e Tibiriçá, que contava com 1 492 em 2000, segundo o IBGE.
Devido a sua localização geográfica central no território do estado de São Paulo, já se chegou a propor a ideia de transferir permanentemente a sede do governo estadual para o município de Bauru, como forma de aliviar a infraestrutura da cidade de São Paulo e de sua região metropolitana e centralizar o governo regional, algo semelhante ao que foi feito quando a capital federal foi transferida da cidade do Rio de Janeiro para Brasília.

### Relações internacionais
- Sibiu, Romênia (1995)[60]
- Tenri, Japão (1970)[61]

## Economia

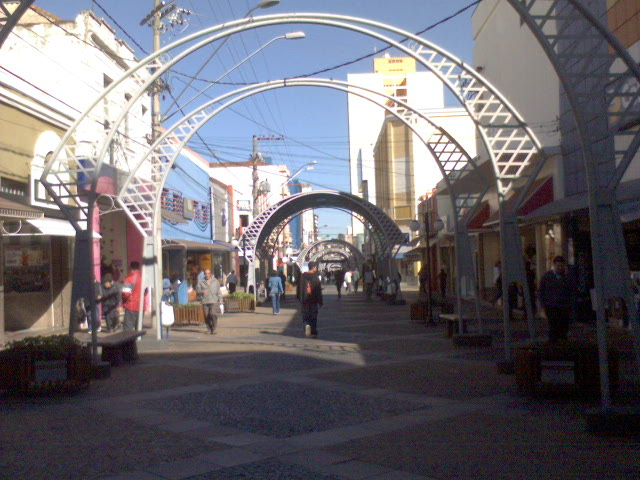
Calçadão da Batista no centro comercial

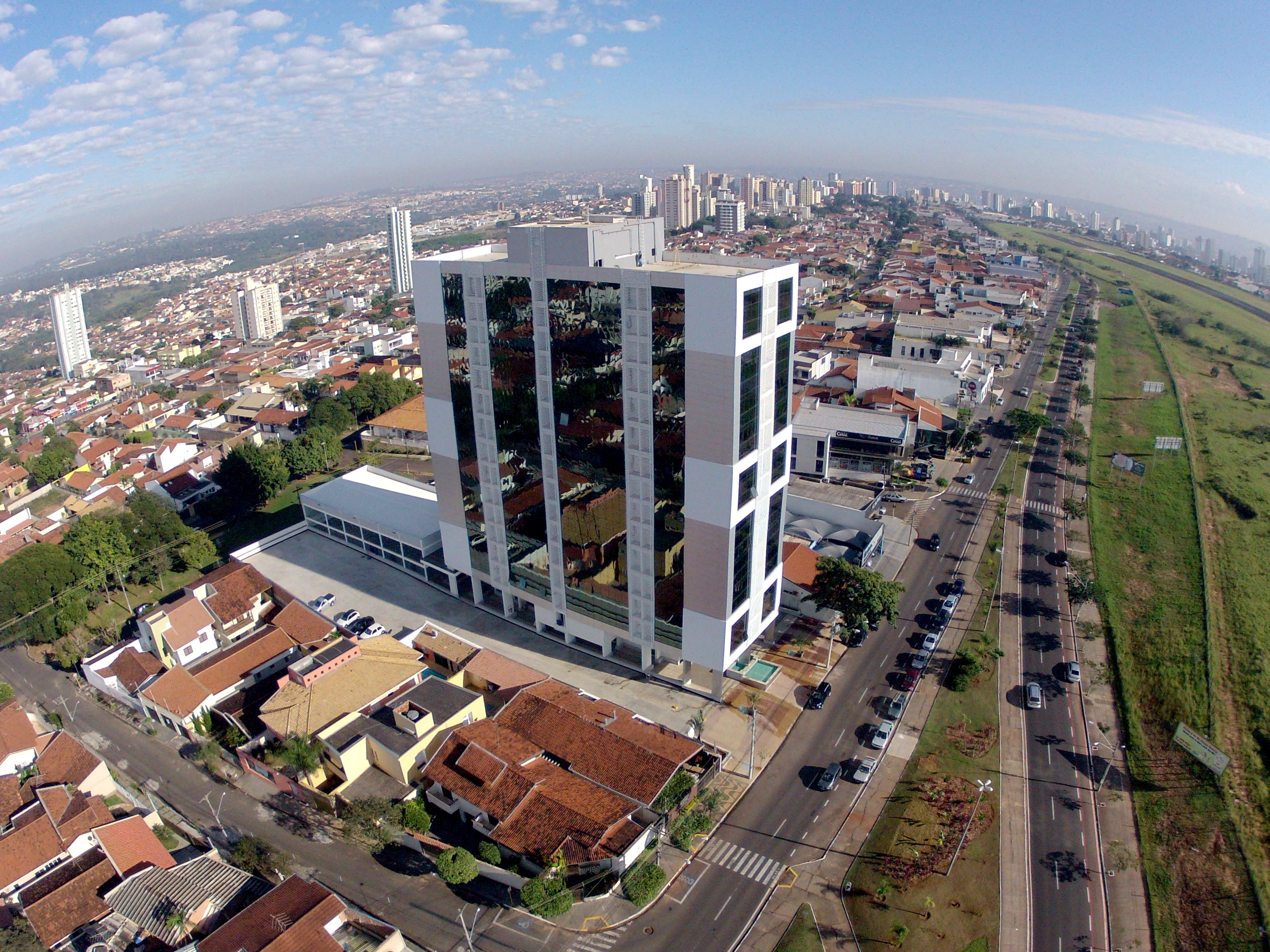
Vista aérea da avenida Getúlio Vargas

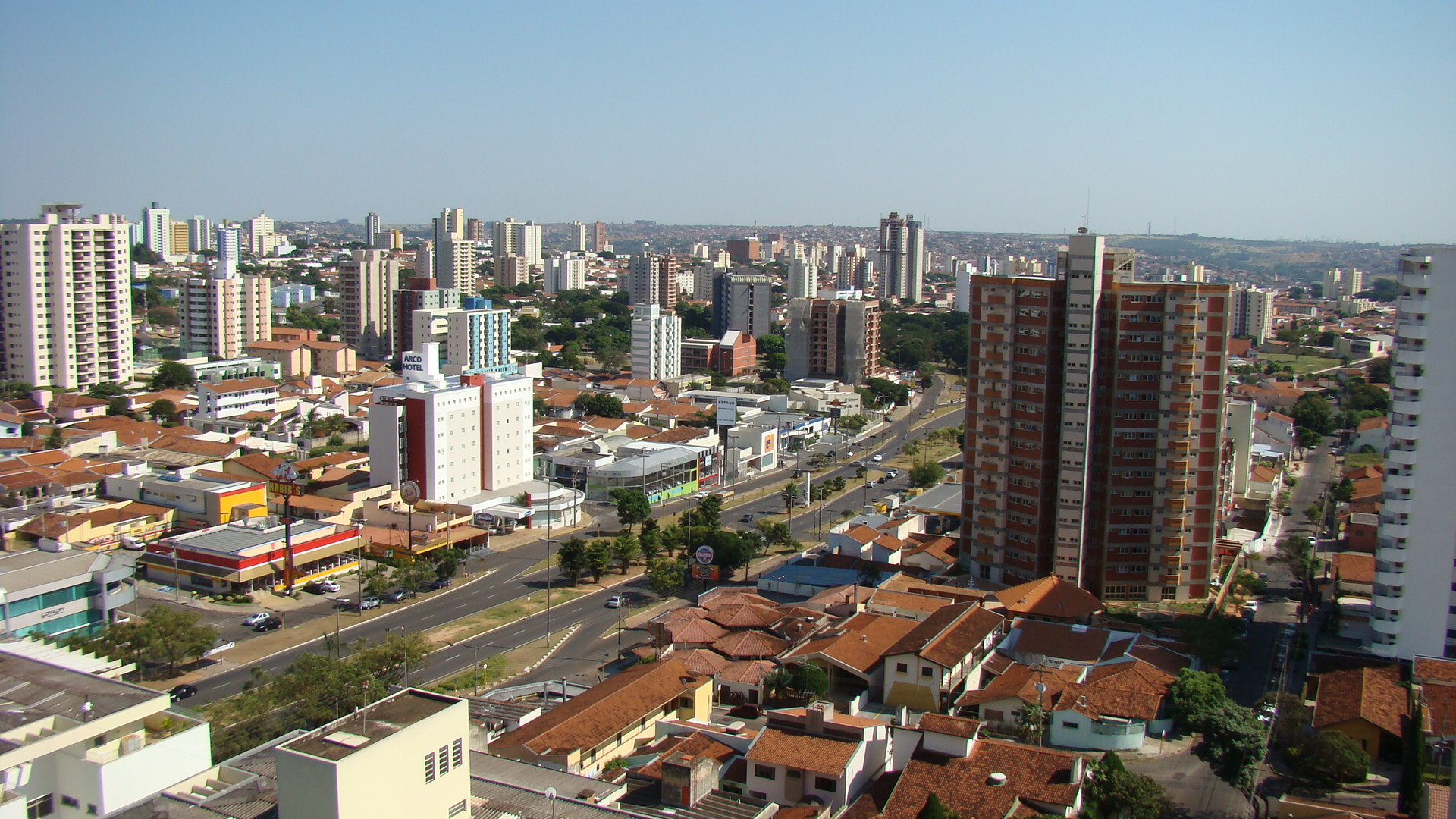
Vista da região do Parque Vitória Régia

O Produto Interno Bruto (PIB) de Bauru é o maior da Microrregião de Bauru, o 18º maior do estado de São Paulo e o 68 de todo o país. De acordo com dados do IBGE, relativos a 2009, o PIB do município era de R$ 6 795 517 mil. 747 297 mil. eram de impostos sobre produtos líquidos de subsídios a preços correntes. O PIB per capita era de R$ 18 906,42.
De acordo com o IBGE, a cidade possuía, no ano de 2010, 14 233 unidades locais e 13 613 empresas e estabelecimentos comerciais atuantes. 131 698 trabalhadores eram classificados como pessoal ocupado total e 114 667 categorizavam-se em pessoal ocupado assalariado. Salários juntamente com outras remunerações somavam 2 082 034 mil. reais e o salário médio mensal de todo município era de 2,9 salários mínimos.
Até a década de 1940 a economia da cidade era totalmente dependente da agricultura, porém a localização privilegiada da cidade, situada em um grande entroncamento rodo-aéreo-hidro e ferroviário do Estado de São Paulo, a oferta de energia e de rede telefônica fizeram com que a indústria e o comércio fortalecerem-se no decorrer do século XX, especialmente na segunda metade deste.
Setor primário

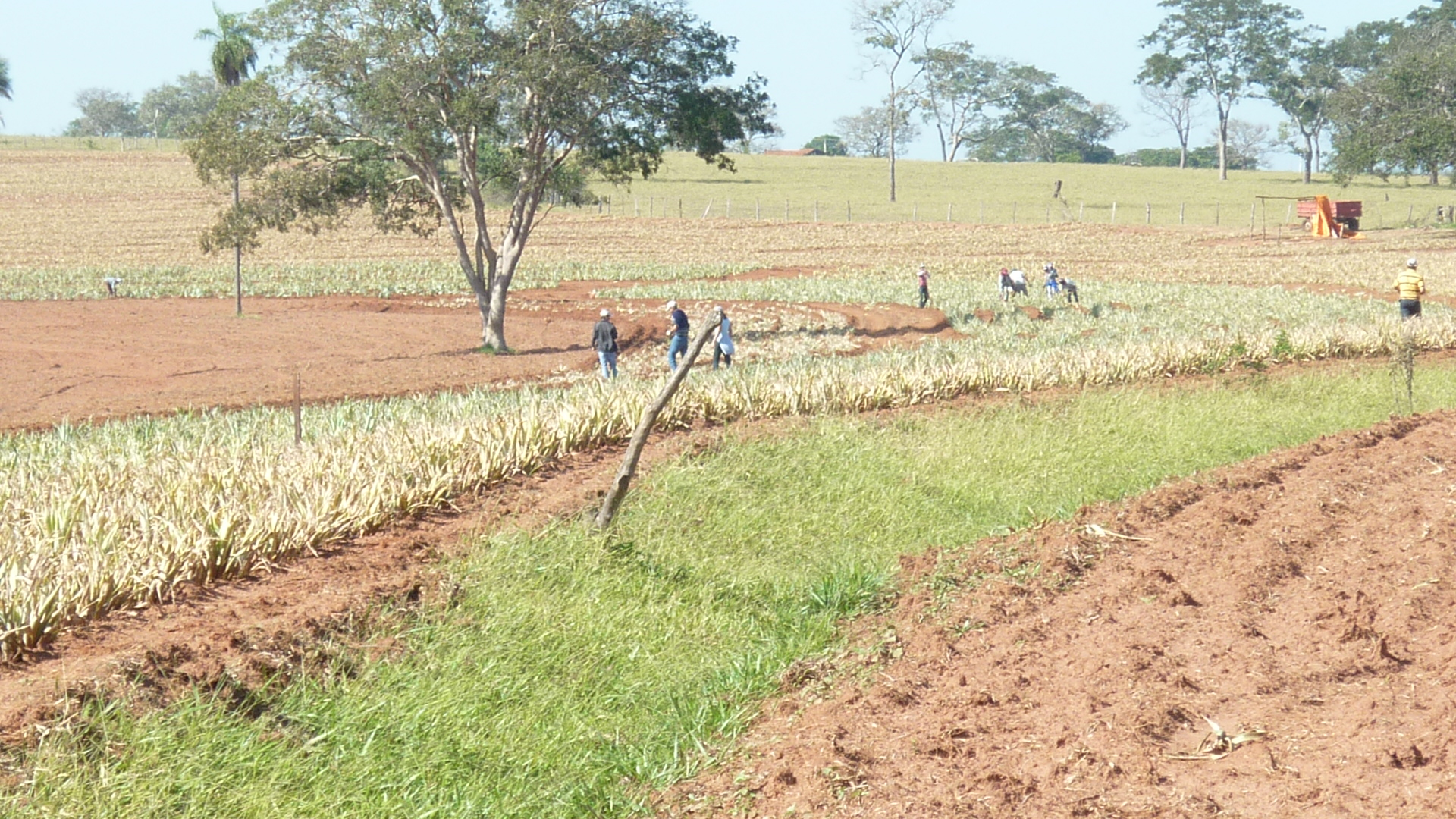
Plantação de abacaxi em Bauru.

A agricultura é o setor menos relevante da economia de Bauru. De todo o PIB da cidade 18 069 mil reais é o valor adicionado bruto da agropecuária. Segundo o IBGE em 2010, o município contava com cerca de 52 740 bovinos, 1 912 equinos, 244 bubalinos, 20 asininos, 45 muares, 11 058 suínos, 180 caprinos, e 2 893 ovinos. Havia 249 180 aves, dentre estas 245 500 eram galos, frangas, frangos e pintinhos e 3 680 galinhas, sendo que foram produzidas 102 mil dúzias de ovos de galinha. 915 vacas foram ordenhadas, das quais foram produzidos 1 263 mil litros de leite. Também foram extraídos 26 500 kg de mel de abelha. Na lavoura temporária são produzidos a cana-de-açúcar (430 hectares cultivados e 37 883 toneladas colhidas em 2010), o abacaxi (220 hectares cultivados e 3 520 mil frutos colhidos) e a batata doce (75 hectares e 1 200 toneladas colhidas).
A atividade agropecuária em Bauru esteve bastante representativa no começo do século XX, sendo que muitos avanços do campo foram proporcionados pelos imigrantes. Àquela época, a principal atividade econômica, assim como em grande parte do interior do estado de São Paulo era a cafeicultura, em grande parte graças ao trabalho de imigrantes que vieram da Europa. Porém com a Crise de 1929, a cafeicultura perdeu força e foi substituída pelo cultivo do algodão. Após isso a agricultura foi perdendo força em Bauru e no Oeste Paulista, sendo que, além do êxodo rural, provocado pelo fato da população buscar melhores condições de vida na cidade, no campo o algodão foi sendo substituído pela cana-de-açúcar.
Setor secundário

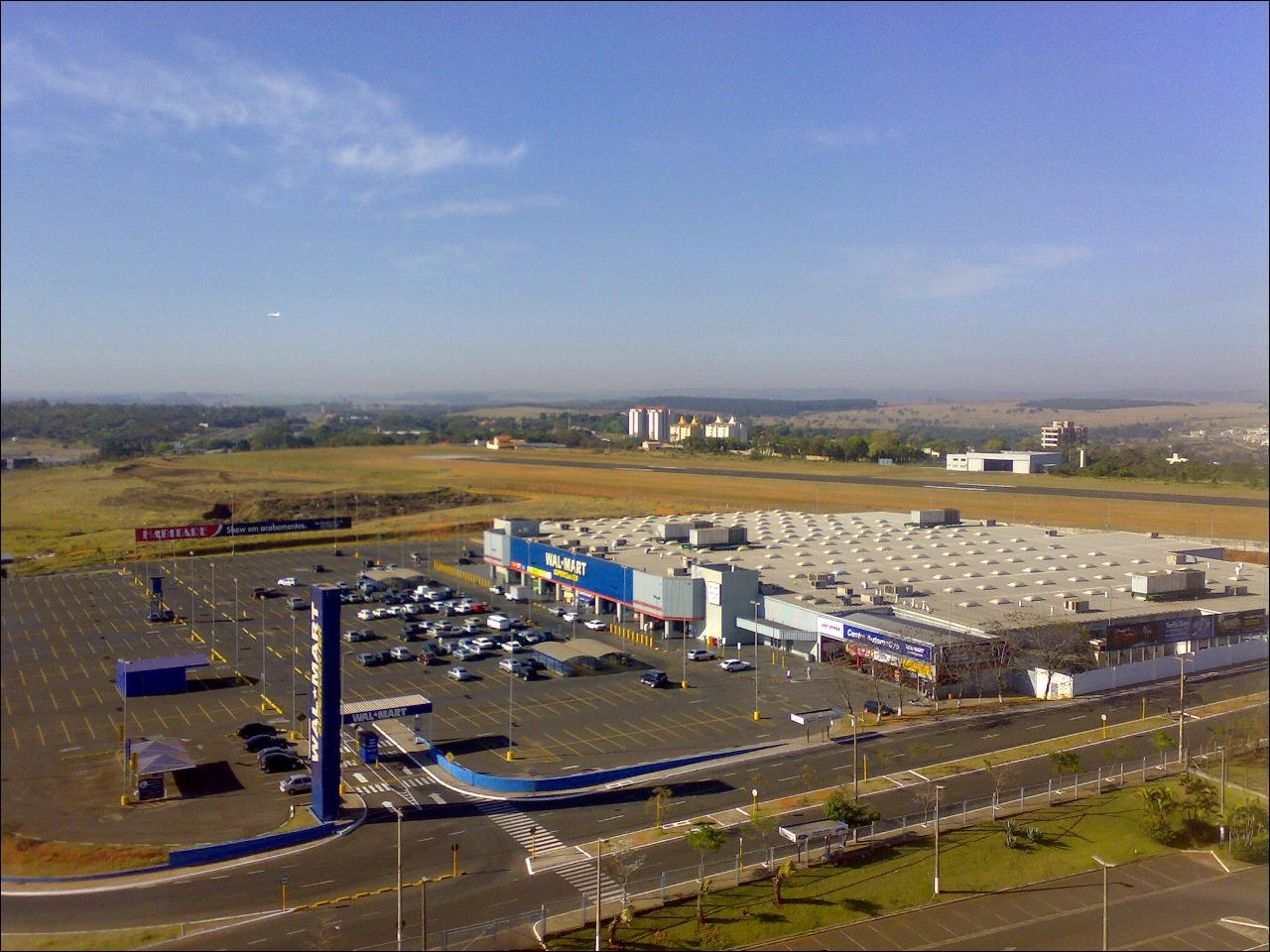
Walmart de Bauru.

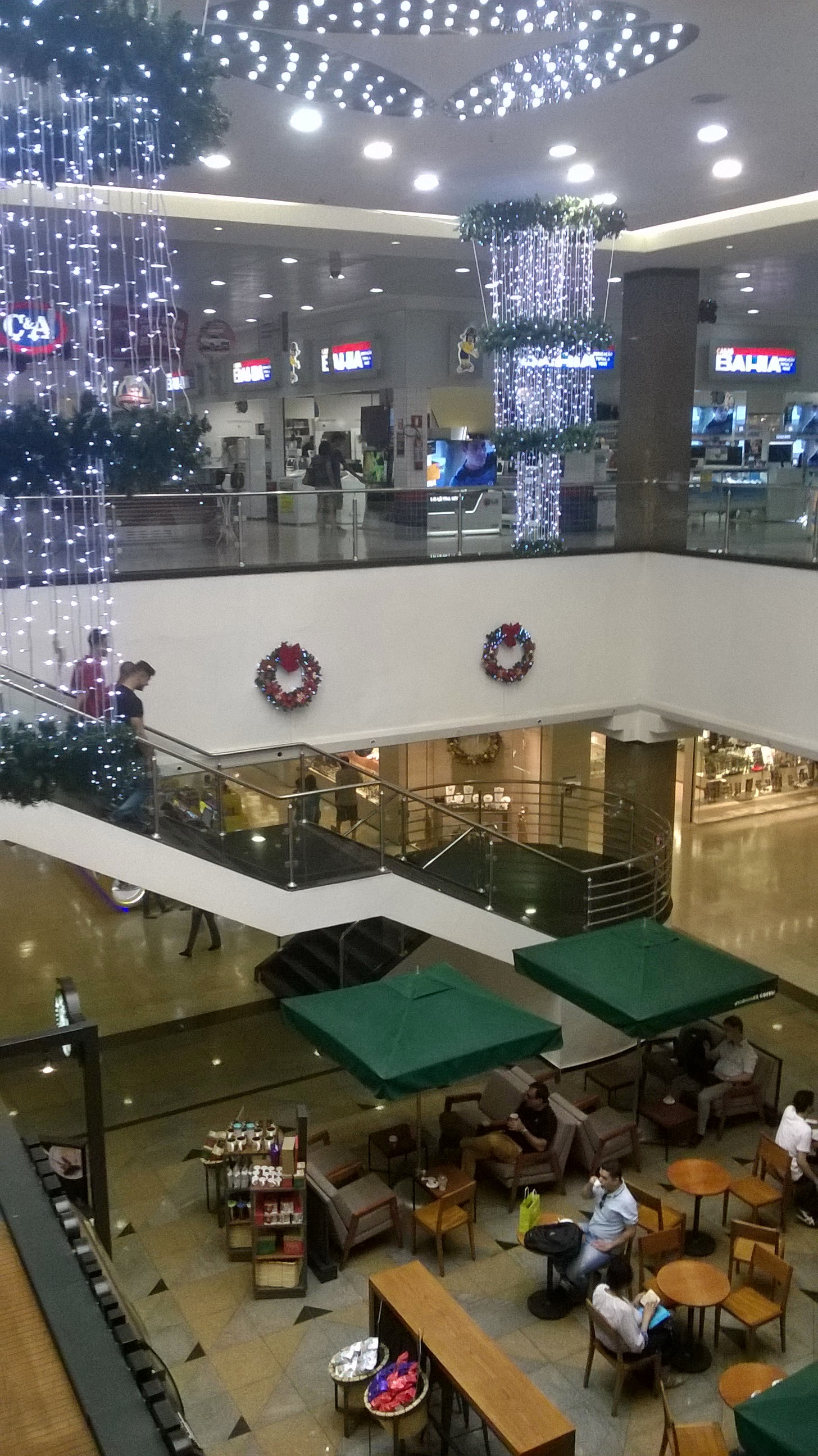
Bauru Shopping

A indústria, atualmente, é o segundo setor mais relevante para a economia do município. 1 208 787 mil reais do PIB municipal são do valor adicionado bruto da indústria (setor secundário).
O destaque na economia do município é para os setores metalmecânico, editorial e gráfico, alimentício, eletroeletrônico, plásticos, sendo que a mão de obra diretamente empregada nas fábricas e indústrias bauruenses ultrapassa os 20 mil trabalhadores.
Na cidade são produzidos principalmente: baterias automotivas, plásticos, formulários contínuos, embalagens, alimentos (tais como balas e chicletes) e roupas, além de ser grande exportador de derivados de carne e líder nacional em produção de cadernos escolares. Bauru conta com três distritos industriais, com mais de 130 empresas instaladas nos setores de indústria, prestação de serviços e comércio atacadista.
A indústria foi a principal responsável pela urbanização do município de Bauru, atraindo um grande contingente de pessoas que saiam do campo para buscar melhores condições de vida e renda na cidade. Vinham pessoas não só da zona rural de Bauru, mas também muitos forasteiros oriundos de diversas pequenos municípios do Interior de São Paulo.
Outro fator que favoreceu o setor industrial bauruense foi o planejamento. O controle ambiental em vigor na cidade era rígido, e isso fez com que o crescimento das fábricas não afetassem agravantemente o meio ambiente. O Centro das Indústrias do Estado de São Paulo (Ciesp/Regional Bauru) é a instituição responsável em coordenar o papel do setor produtivo e de serviços, atuando em questões institucionais e macro-econômicas.
Setor terciário
A prestação de serviços rende 4 821 365 mil reais ao PIB municipal, sendo que atualmente é a maior fonte geradora do PIB bauruense. Além do comércio, destaca-se o setor educacional universitário, com a vinda para o município de diversos campi de instituições de ensino superior, tanto públicas como privadas.
A facilidade de transportes, a partir da década de 1910, quando teve início a formação do entroncamento rodo-ferroviário que se estabeleceu no município, fez com que serviços e comércio se tornassem os principais ramos de atividade econômica em Bauru, sendo que houve grande participação dos imigrantes no desenvolvimento deste setor econômico. Em 2 de abril de 1931 veio a ser criada a Associação Comercial de Industrial de Bauru, órgão que ajuda na coordenação do setor comercial na cidade.
A atividade comercial concentra-se na região central de Bauru ou nos shoppings.

## Infraestrutura

### Saúde

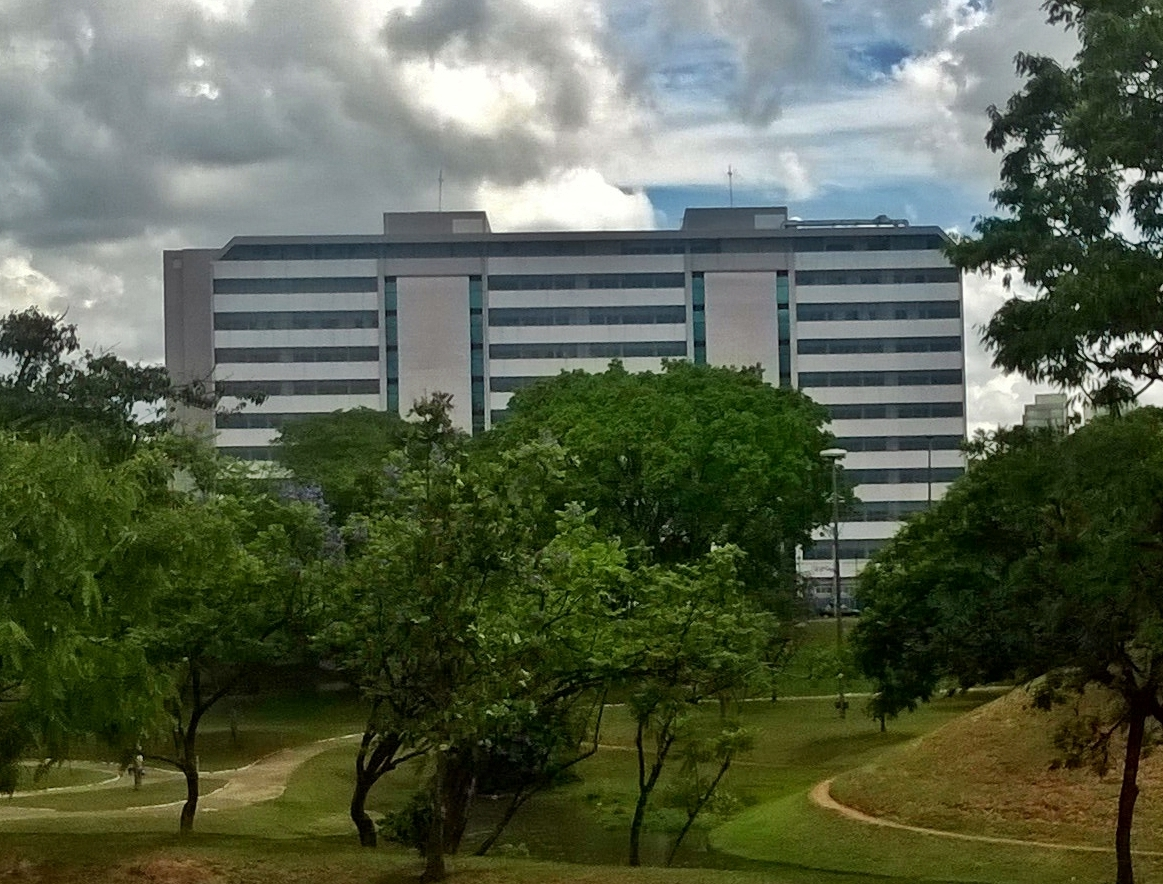
Hospital de Reabilitação de Anomalias Craniofaciais da Universidade de São Paulo em Bauru, conhecido por "Centrinho"

Em 2009, o município possuía 149 estabelecimentos de saúde entre hospitais, pronto-socorros, postos de saúde e serviços odontológicos, sendo 49 deles públicos e 100 privados. Neles a cidade possuía 1 046 leitos para internação, sendo que 465 estão nos públicos e os 581 restantes estão nos privados. Em 2011 98,5% das crianças menores de 1 ano estavam com a carteira de vacinação em dia. Em 2010 foram registrados 4 429 nascidos, sendo que o índice de mortalidade infantil era de 11,3 a cada mil crianças menores de um ano de idade e 99,7% do total de nascidos vivos tiveram seus partos assistidos por profissionais qualificados de saúde. Neste mesmo ano 14,1% do total de mulheres grávidas eram de meninas que tinham menos de 20 anos. 11 817 crianças foram pesadas pelo Programa Saúde da Família, sendo que 0,1% delas estavam desnutridas.
Secretaria Municipal de Saúde de Bauru é o órgão ligado de forma direta à Prefeitura do Município de Bauru e tem por função a manutenção e funcionamento do Sistema Único de Saúde (SUS), assim como a criação de políticas, programas e projetos que visem à saúde municipal. Para emergências a cidade conta com quatro Unidades de Pronto Atendimento (bairros Bela Vista, Mary Dota, Ipiranga e Geisel/Redentor), além do Serviço de Atendimento Móvel de Urgência (SAMU), do Pronto Socorro Central e do serviço de Pronto Atendimento Infantil. Dentre os serviços de apoio são alguns o Ambulatório Municipal de Saúde Mental, o Banco de Leite Humano, os Centros de Atenção Psicossocial, o Centro de Controle de Zoonoses e o Programa Municipal de Atendimento ao Idoso (PROMAI). São alguns dos serviços de atenção básica presentes em Bauru o Programa de Saúde da Família (PSF), com 6 unidades de atendimento e as 17 Unidade Básica de Saúde (UBS).
Também são montados consultórios odontológicos nas escolas municipais e estaduais, que realizam campanhas de higienização e consultas a crianças. Em Bauru também se encontra o Instituto Lauro de Souza Lima (ILSL), criado em 1933. É considerado um centro de referência nacional e internacional na área de dermatologia geral e, em particular, da hanseníase. Além dos serviços na área de dermatologia, o instituto também realiza atividades voltadas à pesquisa, ensino, reabilitação física, terapia ocupacional, fisioterapia e cirurgias plásticas corretivas.

### Educação
O Índice de Desenvolvimento da Educação Básica (IDEB) médio entre as escolas públicas de Bauru era, no ano de 2009, de 5,1 (numa escala de avaliação que vai de nota 1 à 10), sendo que a nota obtida por alunos do 5º ano (antiga 4ª série) foi de 5,5 e do 9º ano (antiga 8ª série) foi de 4,7; o valor das escolas municipais e estaduais de todo o Brasil era de 4,0. Entre as instituições particulares o índice municipal sobe para 6,1 (6,4 de alunos do 5º ano e 5,9 de alunos do 9º ano).
O município contava, em 2009, com aproximadamente 66 237 matrículas nas redes públicas e particulares. Segundo o IBGE, naquele mesmo ano, das 97 escolas do ensino fundamental, 48 pertenciam à rede pública estadual, 48 à rede pública estadual e 33 eram escolas particulares. Dentre as 51 instituições de ensino médio, 32 pertenciam à rede pública estadual e 19 às redes particulares. Em 2000, 10,5% das crianças de 7 a 14 anos não estavam cursando o ensino fundamental. A taxa de conclusão, entre jovens de 15 a 17 anos naquele ano, era de 66,5%. O índice de alfabetização da população 15 ou mais de idade, em 2010, era de 99,2%. Em 2006, para cada 100 meninas do ensino fundamental (de 7 a 14 anos), havia 105 meninos.
A Secretaria Municipal de Educação (SME) tem como objetivo coordenar e assessorar administrativa e pedagogicamente o sistema escolar de Bauru. São exemplos de programas coordenados pela Secretaria com foco voltado à população a Educação de Jovens e Adultos (EJA), que é a rede de ensino gratuita e voltada para adultos que não concluíram o ensino fundamental, e a rede de Educação Especial, onde  alunos que têm deficiência física são conduzidos por professores especializados.
A cidade possui também escolas técnicas e profissionalizantes, como: Serviço Nacional de Aprendizagem Industrial (SENAI), Serviço Social da Indústria (SESI), Colégio Técnico Industrial (CTi) e Escola Técnica Estadual Rodrigues de Abreu (ETEC), três universidades públicas, a Universidade de São Paulo (USP), a Universidade Estadual Paulista (UNESP), que possui no município seu maior campus, a Faculdade de Tecnologia de Bauru (FATEC) e várias universidades particulares, como a Universidade do Sagrado Coração (USC), Faculdades Integradas de Bauru (FIB), Universidade Paulista (UNIP), Instituição Toledo de Ensino (ITE) e o curso de medicina da UNINOVE . O município conta, ainda, com  a unidade de pesquisa científica agrícola da Agência Paulista de Tecnologia dos Agronegócios.
| Ensino pré-escolar | 8 786  | 449   | 122 |
| Ensino fundamental | 44 181 | 1 985 | 97  |
| Ensino médio       | 13 270 | 921   | 51  |

### Habitação, serviços e comunicação
O primeiro sistema de abastecimento de água de Bauru foi instalado em 1912 pelo então intendente José Carlos de Freire Figueiredo, sendo que a empresa responsável pelo serviço de distribuição denominava-se Cia. de Água e Esgotos de Bauru. O sistema foi reinaugurado em 19 de abril de 1942, passando a retirar água do Rio Batalha, e anos mais tarde, pela Lei nº 1.006, de 24 de dezembro de 1962, foi criado o Departamento de Água e Esgoto de Bauru (DAE), órgão que desde então é o responsável pelos serviços públicos de água e esgoto na cidade. No começo de 2012 havia 29 poços profundos (mananciais subterrâneos), além da estação de captação do Rio Batalha, a qual abastece a 40% da população total. Há também duas estações de tratamento de esgoto (ETEs); a ETE Tibiriçá e a ETE Candeia, além de haver projetos para a construção de outra, a ETE Vargem Limpa, que deverá entrar em funcionamento a partir de 2020.

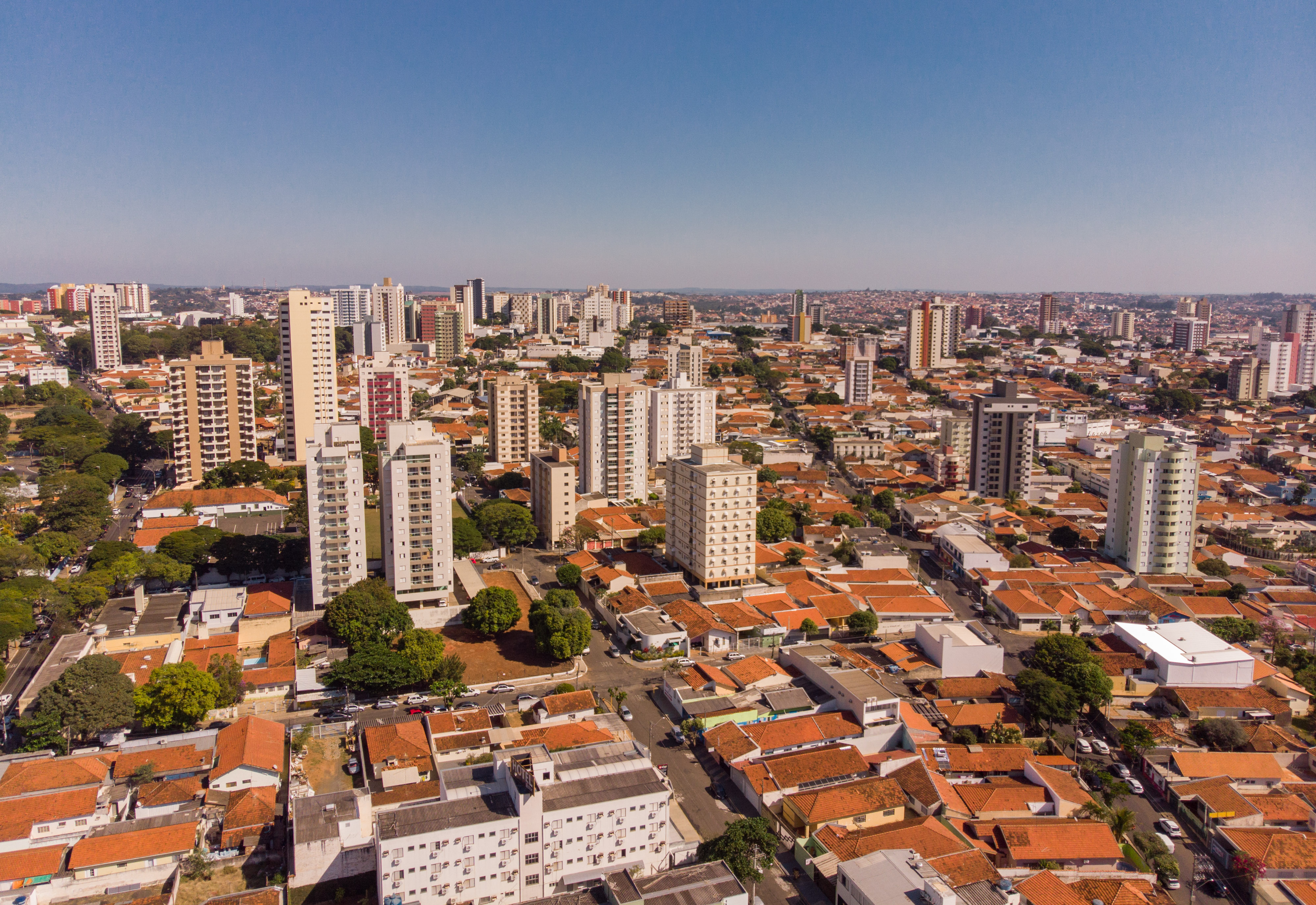
Panorama da cidade com vários edifícios residenciais. Bauru tem mais de 13 mil apartamentos.

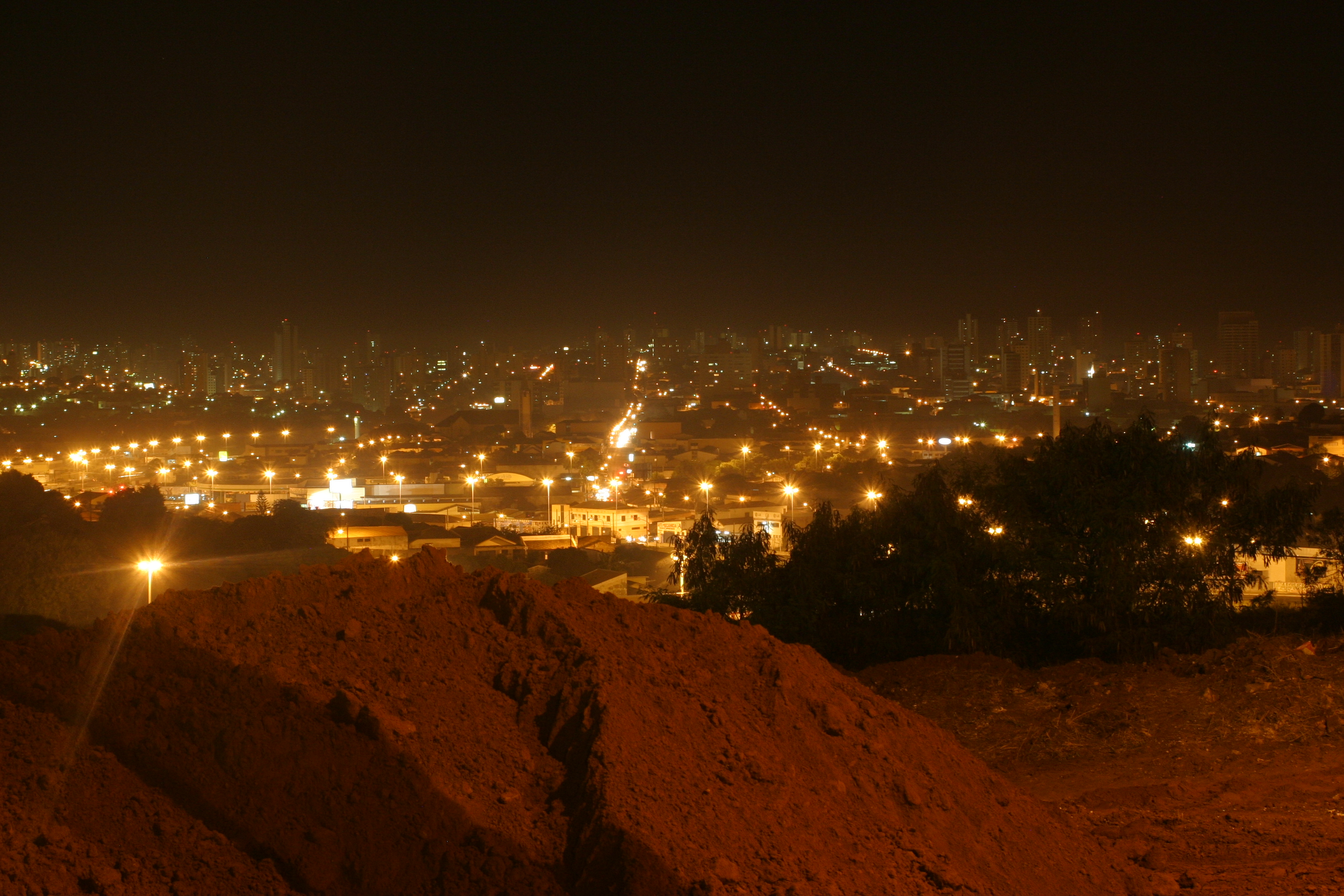
Vista parcial noturna de Bauru. Segundo a CPFL a cidade conta com lâmpadas públicas instaladas nas ruas e avenidas (março de 2011).

No ano de 2010, segundo o IBGE, a cidade tinha 109 875 domicílios particulares permanentes, sendo 94 653 casas, 13 363 apartamentos, 1 549 casas de vilas ou em condomínios e 310 cômodos ou cortiços. Dos 109 875 domicílios totais, 78 830 eram imóveis próprios, sendo 63 365 próprios já quitados, 15 465 em aquisição e 24 841 alugados; 5 780 imóveis foram cedidos, sendo 1 040 por empregador e 4 740 cedidos de outra maneira. 424 foram ocupados de outra forma. Grande parte do município conta com água tratada, energia elétrica, esgoto, limpeza urbana, telefonia fixa e telefonia celular. Naquele ano, 98,42% dos domicílios eram atendidos pela rede geral de abastecimento de água; 99,4% das moradias possuíam coleta de lixo e 97,03% das residências possuíam esgotamento sanitário.
Em 16 de março de 1911 foi inaugurado pela prefeitura o primeiro serviço de abastecimento de energia elétrica. Em 1927 a responsável pelo serviço passou a ser a Companhia Paulista de Força e Luz (CPFL Paulista), que hoje atende ainda a outros 234 municípios do Interior de São Paulo. Segundo a CPFL havia, em março de 2011, 39 218 lâmpadas públicas instaladas nas ruas e avenidas da cidade. Em 2010 99,85% dos domicílios do município possuíam energia elétrica.
O sistema de telefones automáticos foi inaugurado na cidade pela Companhia Telefônica Brasileira (CTB) em 1964. Já o sistema de discagem direta à distância (DDD) foi implantado em 1973 pela Telecomunicações de São Paulo (TELESP), com o código de área (0142). Na década de 90 o código DDD da cidade foi alterado para (014), para padronização do sistema telefônico com a telefonia celular que estava sendo implantada em todo o estado. O serviço telefônico móvel, por telefone celular, é oferecido por diversas operadoras. Alguns pontos já contam com rede wireless (internet sem fio). O código de área (DDD) de Bauru é 014 e o Código de Endereçamento Postal (CEP) da cidade vai de 17000-001 a 17109-999. Ainda há serviços de internet discada, banda larga (ADSL) e Fibra Óptica em FTTH e FTTX, sendo oferecidos por diversos provedores de acesso gratuitos e pagos.
Há vários canais nas faixas Ultra High Frequency (UHF) em tecnologia digital, sendo alguns dos principais com emissoras afiliadas na própria cidade ou em cidades próximas, como a Record Paulista (emissora própria da Record), a TV TEM Bauru (Rede Globo) e a SBT Central (emissora própria do SBT). Em 28 de março de 2018, o sinal analógico de televisão foi extinto em Bauru. A cidade também possui jornais em circulação. O primeiro a ser criado foi O Bauru, em 1906. Atualmente há uma grande diversidade, tais como o Bom Dia Bauru, o Jornal da Cidade, o Vivendo Bauru e o Tudo Bauru. A primeira rádio, a Bauru Rádio Clube, entrou no ar no dia 8 de março de 1934. Atualmente algumas das principais são a Rádio Auri-Verde, a Rádio 94 FM Bauru, a Rádio 96 FM Bauru e a Rádio Unesp FM.

### Criminalidade e segurança pública

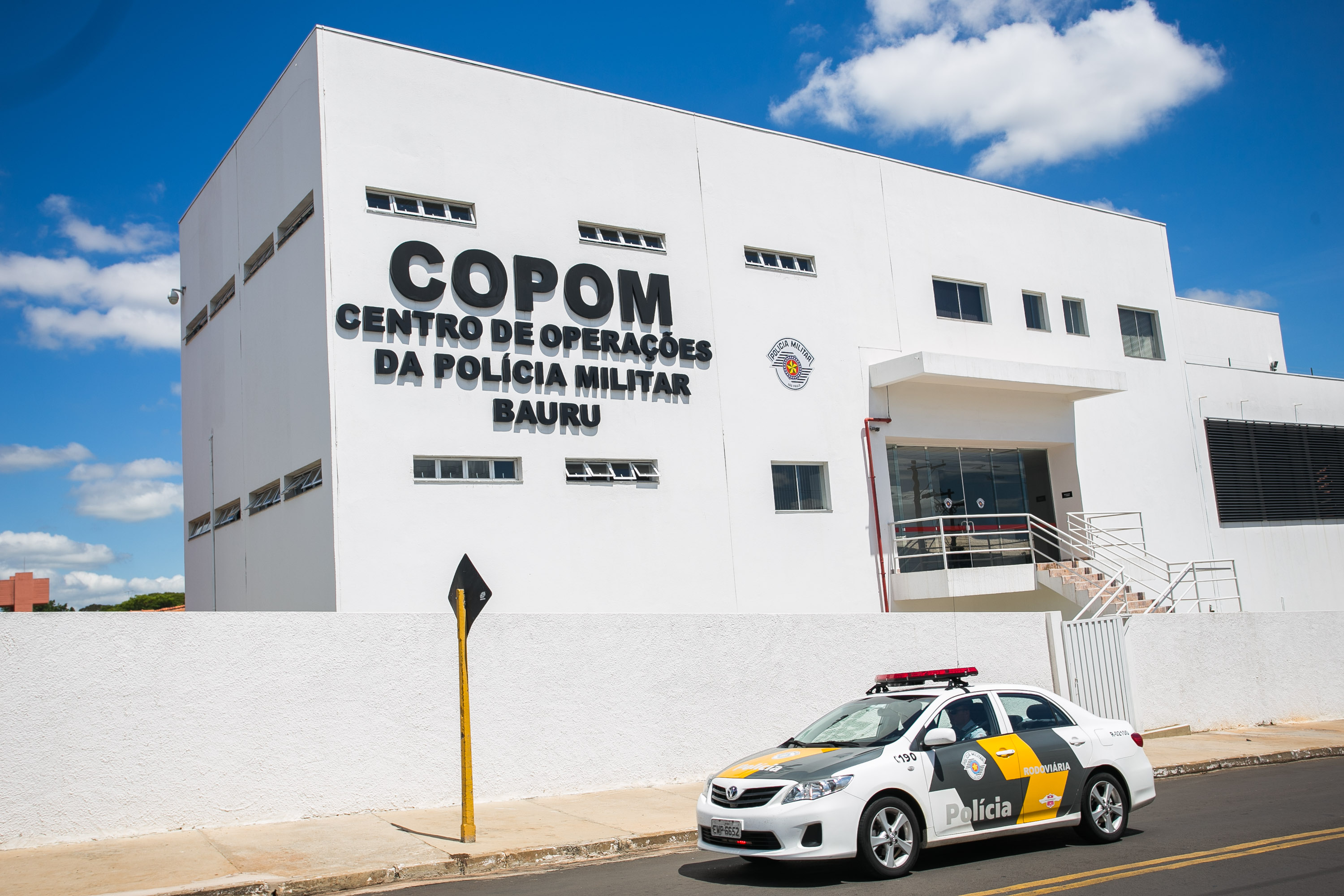
Centro de Operações da Polícia Militar (COPOM)

Como na maioria dos municípios médios e grandes brasileiros, a criminalidade ainda é um problema em Bauru. Em 2008, a taxa de homicídios no município foi de 10,0 para cada 100 000 habitantes, ficando na 62ª posição a nível estadual e no 694° lugar a nível nacional. O índice de suicídios em 2008 para cada 100 000 habitantes também foi de 7,0, sendo o 66ª a nível estadual e o 735° a nível nacional.
Na edição 2018 do Atlas da Violência, elaborado pelo Instituto de Pesquisa Econômica Aplicada (IPEA) em parceria com o Fórum Brasileiro de Segurança Pública, Bauru consta como a cidade com o melhor resultado relativo a taxa de homicídios e crimes violentos dentre as cidades com mais de 300 mil habitantes no Brasil. Considerando os 309 municípios brasileiros com mais de 100 mil habitantes, Bauru ocupa a 16ª posição.

### Transportes
Aeroviário

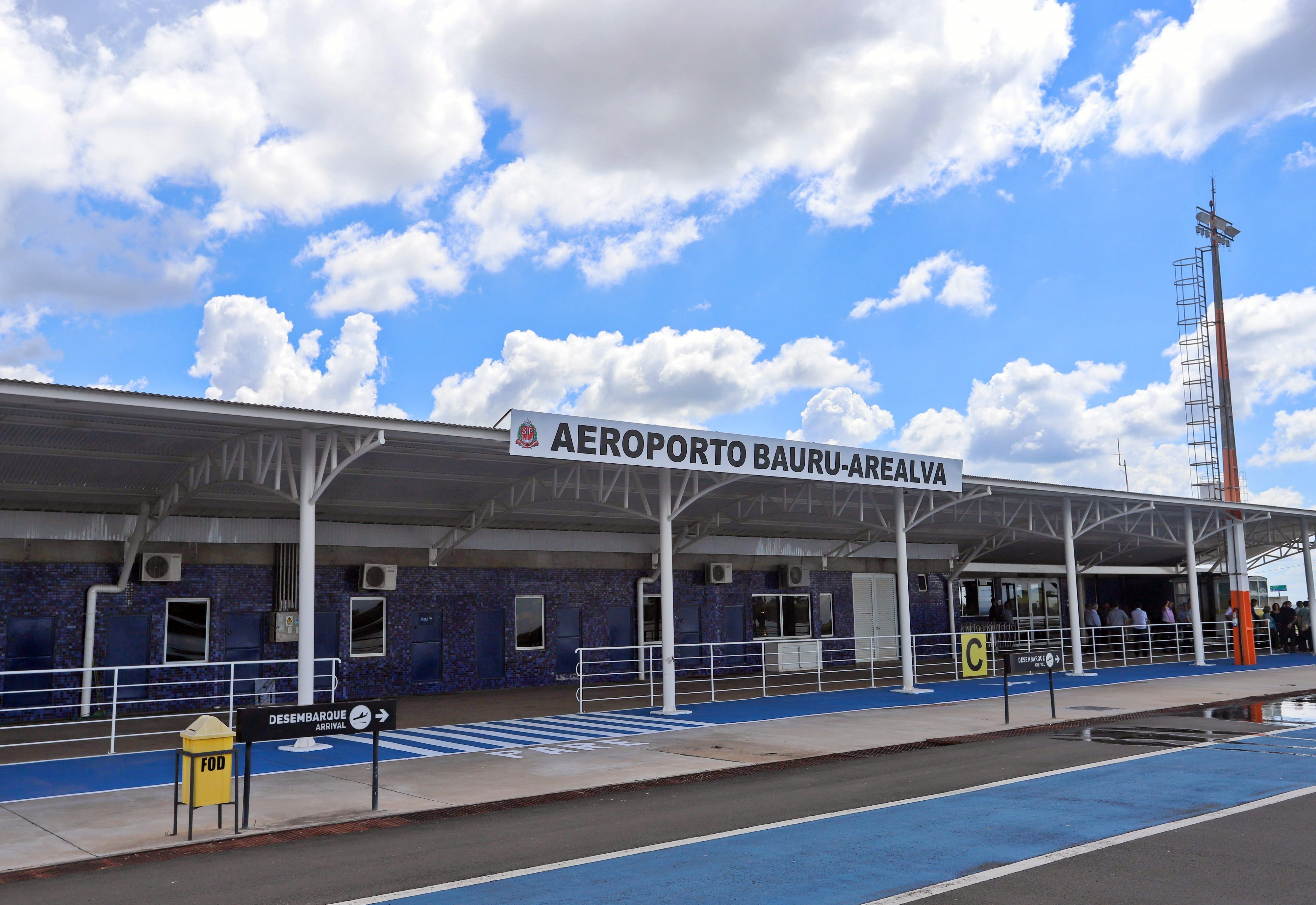
Aeroporto Estadual Moussa Nakhl Tobias

O município possui dois aeroportos, ambos de médio porte e administrados pelo Departamento Aeroviário do Estado de São Paulo (DAESP). O Aeroclube Estadual de Bauru foi inaugurado em 8 de abril de 1939, contando com pista asfaltada de 1 500 metros e um terminal de passageiros, sendo que sedia um aeroclube e uma oficina de aviões e planadores e está a menos de 3 km do centro da cidade.
O Aeroporto Estadual Moussa Nakhl Tobias foi inaugurado em 2006, havendo um terminal de passageiros com 2 500 m², pista de 2 100 metros de extensão e pátio de manutenção de aeronaves. Há voos para São Paulo e Campinas.
Ferroviário
A primeira ferrovia a chegar a Bauru foi a Estrada de Ferro Sorocabana, sendo que a primeira estação ferroviária foi inaugurada em 22 de abril de 1905. Era de pequeno porte e funcionou até o final da década de 1990, com o fechamento da estrada de ferro, então sob responsabilidade da Ferrovia Paulista S/A (FEPASA).

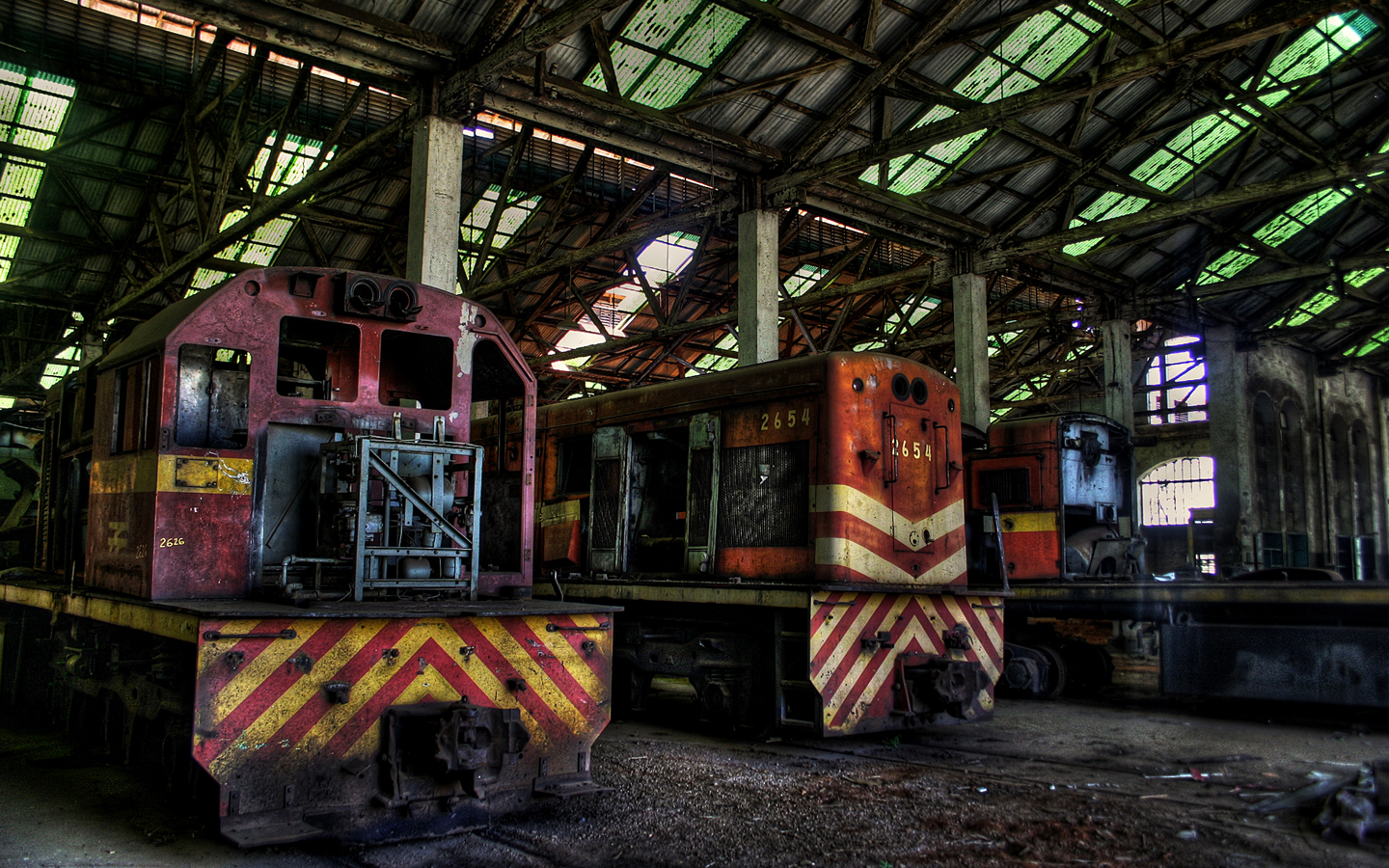
Interior da antiga Estação Ferroviária.

A principal estação do município foi fundada em 27 de setembro de 1906, sendo que entre as décadas de 1940 e 50 situava-se dentro de um de um dos maiores entroncamentos ferroviários do Brasil. Além de possuir um movimentado terminal de passageiros era um importante local de carga e descarga de trens, porém em 1997 a ferrovia foi vendida pela Ferrovia Novoeste S.A. e em 15 de março de 2001 o trem de passageiros circulou pela última vez, estando desde então sem utilização alguma. Também funcionou em Bauru uma outra estação, porém de médio porte, a Estação Bauru Paulista, que foi inaugurada em 8 de setembro de 1910 e abandonada pela FEPASA em 1997.
O transporte ferroviário em Bauru, assim como em grande parte do estado de São Paulo, decaiu muito em decorrência do avanço dos transportes rodoviário e aeroviário, principalmente na primeira metade da década de 1990. Atualmente restam apenas projetos com objetivo de tombar o patrimônio da principal estação ferroviária da cidade, cuja administração passou a ser de responsabilidade da prefeitura em 2011.
Rodoviário
Bauru tem uma boa malha rodoviária que a liga a várias cidades do interior paulista e até a capital, tendo acesso a rodovias de importância estadual e até nacional através de rodovias vicinais pavimentadas e com pista dupla. Por fazer parte de um grande entroncamento rodoviário ainda tem fácil conexão com diversas partes do Brasil. As seguintes rodovias passam pelo município: Rodovia João Ribeiro de Barros e Rodovia Engenheiro João Batista Cabral Renno (trechos da SP-225); Rodovia João Ribeiro de Barros (trecho da SP-294); Rodovia Marechal Rondon (SP-300); e Rodovia Cesário José de Carvalho (trecho da SP-321).
O Terminal Rodoviário de Bauru é um dos principais de sua região, sendo que o terminal de embarque e desembarque é utilizado por uma média de 25 mil pessoas por semana. Os destinos mais procurados para quem parte da estação são: São Paulo, Rio de Janeiro, Belo Horizonte, Curitiba, Campo Grande, Londrina e Maringá.
Urbano
A Empresa Municipal de Desenvolvimento Urbano e Rural de Bauru (EMDURB), que foi criada pela  Lei Municipal nº 2166, de 25 de setembro de 1979, é responsável pelo controle e manutenção do trânsito do município, desde a fiscalização das vias públicas e comportamento de motoristas e pedestres até a elaboração de projetos de engenharia de tráfego, pavimentação, construção de obras viárias e gerenciamento de serviços tais como os de táxis, alternativos, ônibus, fretados e escolares.
A frota municipal no ano de 2010 era de 203 651 veículos, sendo 129 388 automóveis, 4 863 caminhões, 608 caminhões trator, 12 430 caminhonetes, 5 650 caminhonetas, 426 micro-ônibus, 37 689 motocicletas, 6 555 motonetas, 1 045 ônibus, 14 tratores de rodas, 549 utilitários e 4 434 outros tipos de veículos.
As avenidas duplicadas e pavimentadas e diversos semáforos facilitam o trânsito da cidade, mas o crescimento no número de veículos nos últimos dez anos está gerando um tráfego cada vez mais lento de carros, principalmente na Sede do município. Além disso, tem se tornado difícil encontrar vagas para estacionar no centro comercial da cidade, o que vem gerando alguns prejuízos ao comércio.
O transporte público coletivo é realizado no município de Bauru por meio de ônibus urbanos e interurbanos e por táxis, sendo considerado serviço de caráter essencial. O transporte coletivo por ônibus é de responsabilidade da Associação das Empresas do Transporte Coletivo Urbano de Bauru (Transurb), fundada em 2002, que em 2010 disponibilizava 70 linhas que abrangiam a quase toda a cidade. A Transurb representa as três concessionárias do serviço público de transporte; a Transporte Coletivo Grande Bauru, a Baurutrans CN Transportes Gerais e a Cidade Sem Limites.

## Cultura

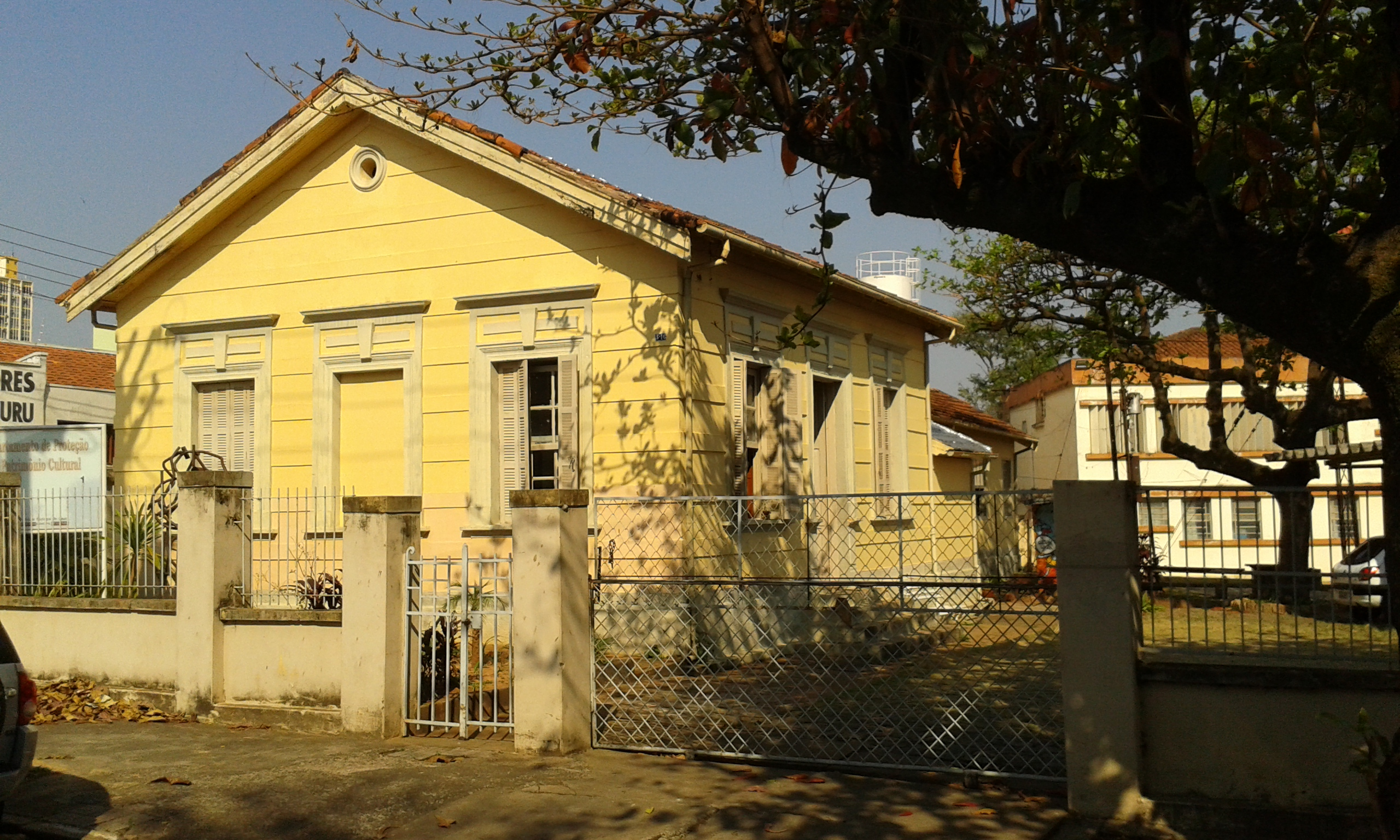
Museu Histórico Municipal de Bauru.

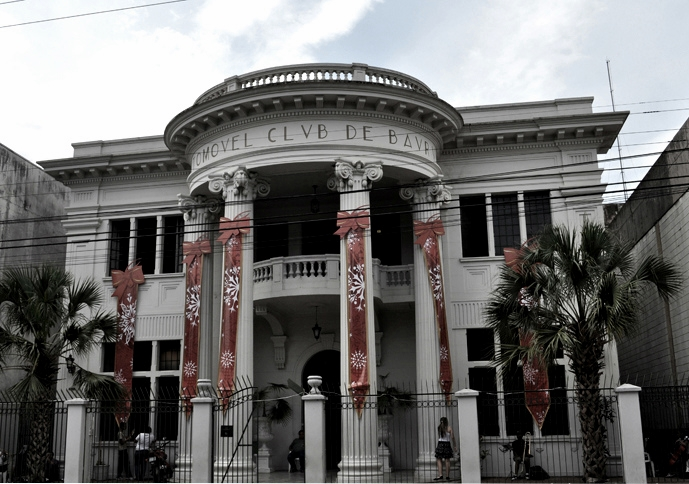
Automóvel Clube de Bauru, a sede da Orquestra Sinfônica da cidade.

A responsável pelo setor cultural de Bauru é a Secretaria Municipal de Cultura, que tem como objetivo planejar e executar a política cultural do município por meio da elaboração de programas, projetos e atividades que visem ao desenvolvimento cultural. Ela foi criada em 1993, dividindo-se em dois departamentos, da Ação Cultural e de Patrimônio Histórico, sendo que este analisa as necessidades dos espaços culturais e da própria Secretaria e o outro promove a política municipal de defesa do patrimônio cultural.
A cidade ainda é a terra natal de vários cantores, compositores e artistas que obtiveram destaque nacional ou mesmo internacional, tais como José Marciano, Luiz de Carvalho, Chico Dehira, Edson Celulari, Tina Kara, Paulo Villaça, Gustavo Haddad, além do astronauta Marcos Pontes, o jornalista Amauri Soares, entre outros.
No perímetro urbano os principais atrativos são os vários hotéis, restaurantes, museus, bares, redes de fast-food, cinemas e shopping centeres, além de um calçadão no centro da cidade e concentração de lojas que se estende da região central para a sul. No Automóvel Clube de Bauru, por exemplo, inaugurado em 8 de abril de 1939, é comum a realização de eventos, sendo que tem um espaço amplo e possui traços arquitetônicos marcantes.

### Artes cênicas
A cidade conta com vários espaços dedicados à realização de eventos culturais das áreas teatral e musical. O Teatro Municipal de Bauru é importante tanto na cidade e no estado e sempre traz muitas atrações e peças renomadas o ano todo e para todos os gostos. Eventualmente são realizadas apresentações musicais abertas ao público, feiras e exposições. Outro importante espaço é o Centro Cultural de Bauru foi inaugurado em 15 de março de 1942.
A Secretaria de Cultura também se ocupa em oferecer aulas de artes à população. A Divisão de Ensino às Artes atende a mais de 500 alunos por semestre em cursos como violão, guitarra, flauta, balé clássico, jazz, street dance, dança moderna, teatro infantil, teatro adulto, desenho de observação, cerâmica e capoeira, formando ainda grupos de dança compostos por alunos e que representam a cidade em festivais de diferentes regiões do estado e até do Brasil.

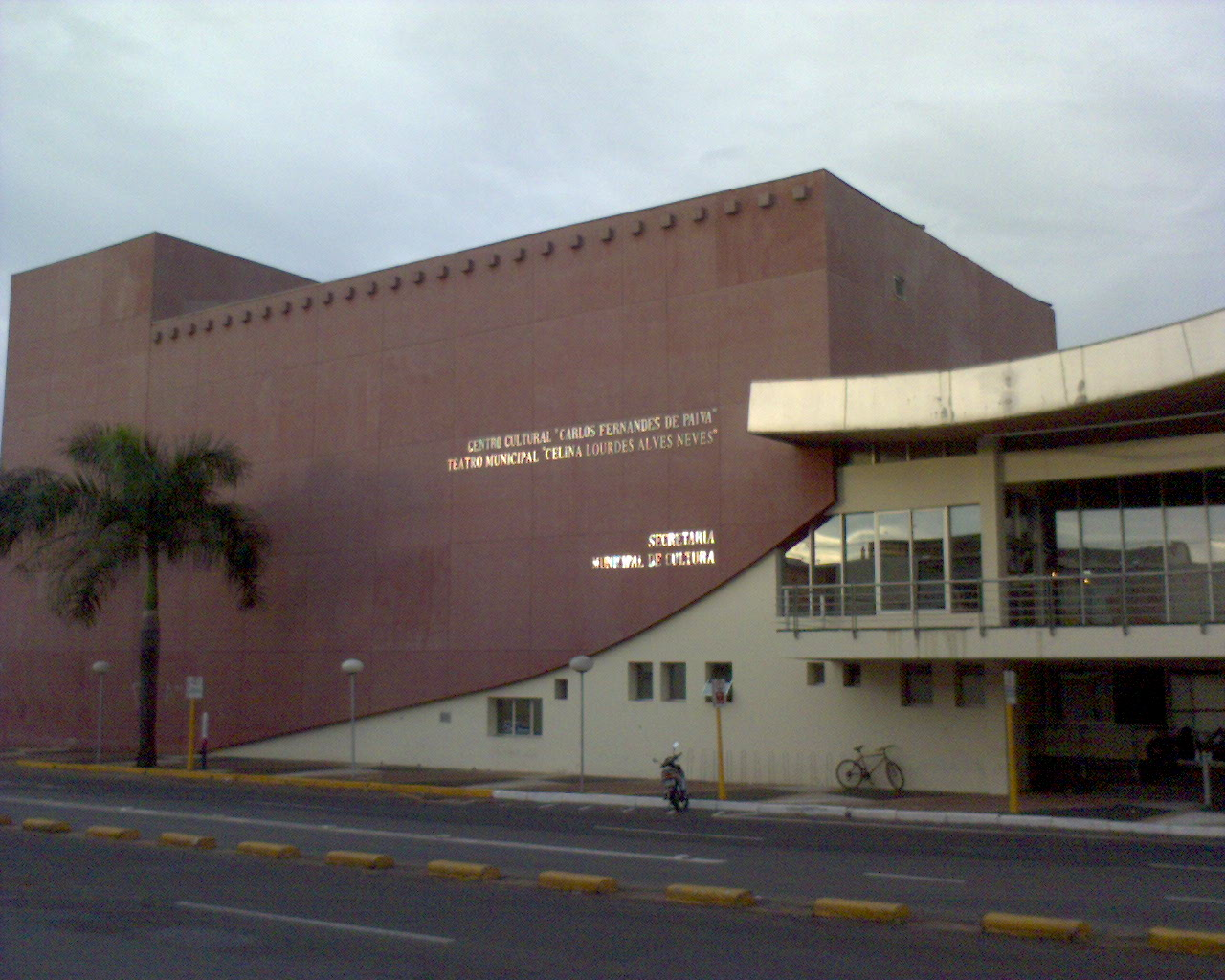
Teatro "Celina Lourdes Alves Neves".

O Sistema Municipal de Bibliotecas é integrado pela Biblioteca Municipal "Rodrigues de Abreu", a Biblioteca Infantil "Ivan Engler de Almeida", a Gibiteca Municipal "Aucione Torres Agostinho", oito bibliotecas menores e os chamados "Bibliônibus", que atendem a eventos e escolas por agendamento. A Biblioteca Central de Bauru é informatizada desde agosto de 2002, contando com mais de 44 mil obras disponíveis, além de periódicos, vídeos e hemeroteca. As oito bibliotecas menores possuem um acervo de 16 mil. Quanto aos museus, há três: o Museu da Imagem e do Som, o Museu Ferroviário Regional de Bauru e o Museu Histórico Municipal.
Bauru conta com 15 salas de cinema, sendo que os cinemas de Bauru são considerados como os mais modernos da região, atraindo ainda espectadores de cidades vizinhas. As salas de cinema estão situadas no Bauru Shopping-Cinema Multiplex (cinco salas, sendo uma com som THX e um sala 3D), no Boulevard Shopping Bauru-Cinépolis (6 salas, sendo uma Macro XE) e no Alameda Quality Center-Cine ‘n Fun (4 salas, sendo todas com som THX). O movimento cineclubista, bastante ativo no município de Bauru durante as décadas de 1960 e 1970 (a cidade chegou a contar simultaneamente com quatro cineclubes, um deles dedicado à exibição de óperas integrais), hoje não conta com nenhum cineclube permanente.

### Eventos

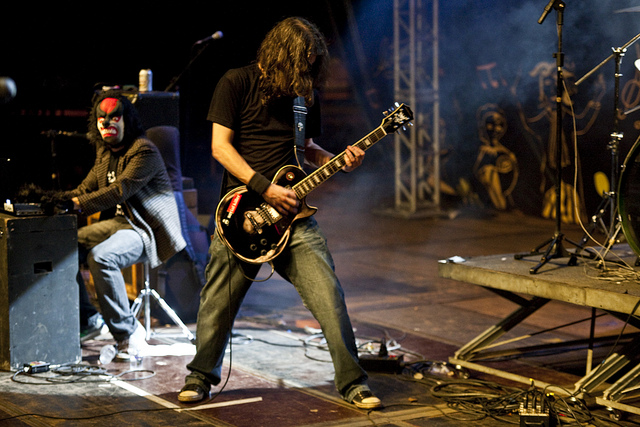
Show de rock na Virada Cultural de Bauru 2010.

Bauru é uma dos municípios sede do Virada Cultural Paulista, que acontece todos os anos em vários municípios do estado de São Paulo, a exemplo do que ocorre na Virada Cultural da capital do estado. O evento é organizado na cidade desde 2007, com o intuito de promover em Bauru 24 horas ininterruptas de eventos culturais dos mais variados tipos, como espetáculos musicais dos mais variados gêneros musicais, peças de teatro, exposições de arte e história, entre outros.
O Carnaval de Bauru já foi considerado na década de 1980 como o mais famoso do interior do estado. O Sambódromo Municipal de Bauru foi o segundo a ser inaugurado em todo o Brasil, sendo mais novo apenas que o Sambódromo da Marquês de Sapucaí. Ainda no início da década de 2000, houve transmissão dos desfiles de escolas de samba ao vivo via internet, então uma novidade, sendo que os desfiles sempre eram transmitidos até então via rádio e, menos comumente, por canais de televisão locais. No entanto, a partir de 2002, os desfiles oficiais foram suspensos, sem competição oficial. Em 2010 os desfiles retomaram e aos poucos os organizadores tentam fazer com que volte a ser um grande atrativo como nas décadas passadas.

### Esporte

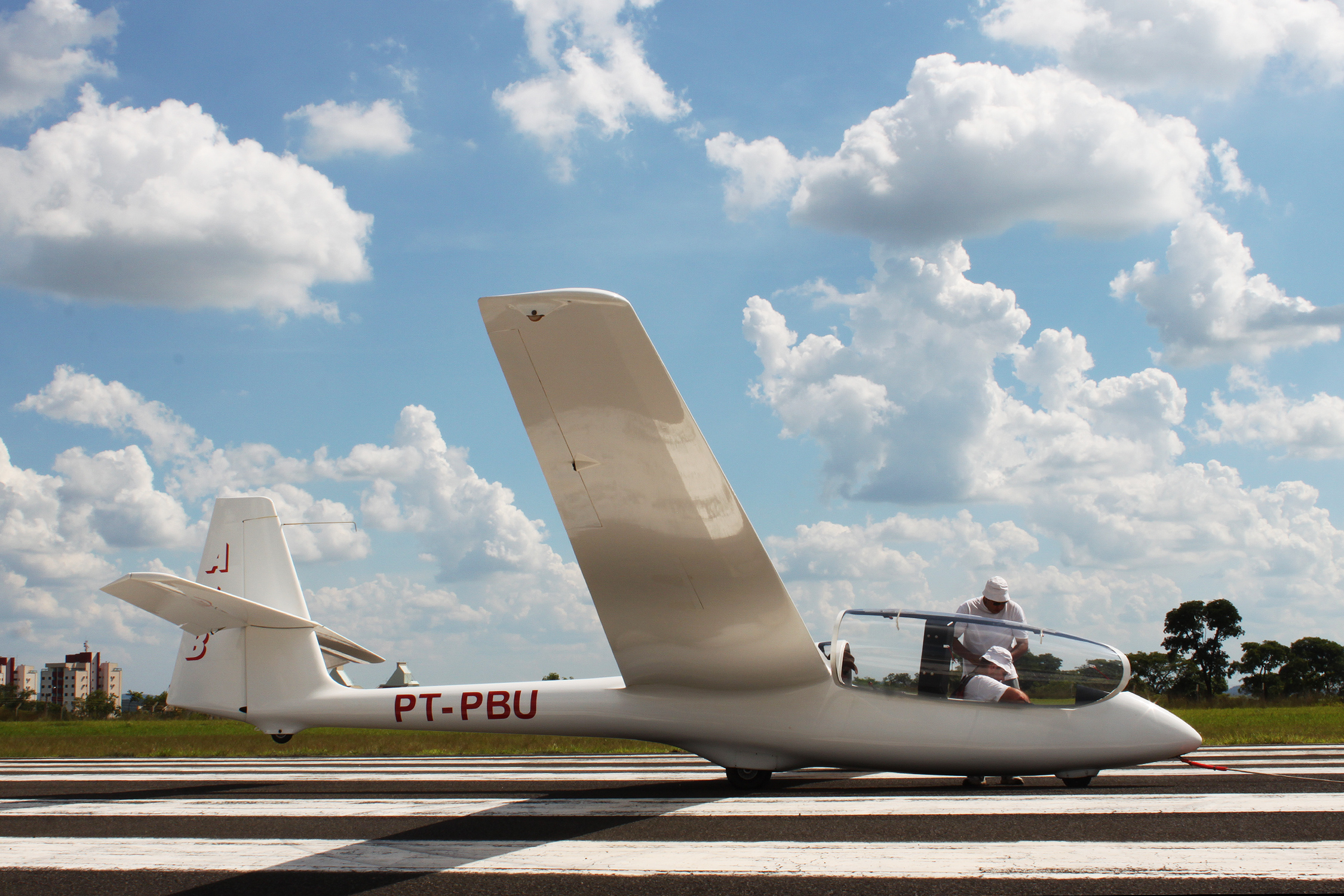
Planador no Aeroclube de Bauru.

A cidade tem diversos clubes esportivos, dentre eles o Esporte Clube Noroeste, que além de ser o maior da cidade é também uma das mais tradicionais equipes do futebol paulista, tendo sido fundado em 1 de setembro de 1910. Seu estádio é o Estádio Alfredo de Castilho, o maior de Bauru, com capacidade para mais de 17 mil espectadores.[carece de fontes?] Destaca-se também o campeonato amador de futebol de Bauru, que possui 2 divisões com inúmeros clubes, com destaque para o Parquinho Futebol Clube, sendo o maior vencedor do amadorismo da cidade. Ainda no futebol, o município é conhecido por ter sido onde Pelé iniciou sua carreira, atuando nas categorias infanto-juvenil do Bauru Atlético Clube, antes de se transferir para o Santos.
Além do futebol, Bauru conta com vários locais para prática de outras modalidades desportivas. O futebol americano está presente em Bauru, com a equipe Bauru Hunters, na modalidade tackle, desde 2009. No Aeroporto de Bauru encontra-se o maior centro de voo à vela do Brasil, com o maior número e variedade de planadores do país. Nesse esporte, Bauru ocupa atualmente a liderança do ranking nacional. No automobilismo há o kartódromo "Toca da Coruja", que recebe competições de kart e motocicleta em nível regional, estadual e nacional. No basquete, a equipe do Bauru Basket conquistou os títulos do Campeonato Paulista de Basquete Masculino de 1999, 2013 e 2014; do Campeonato Brasileiro de Basquete Masculino de 2002 e 2016-17; da Liga Sul-Americana de Basquete de 2014; da Liga das Américas de Basquete de 2015, além do vice-campeonato da Copa Intercontinental de Basquete em 2015. No voleibol, a cidade é representada pelo SESI Vôlei Bauru, campeão paulista em 2018 e participante da Superliga Feminina.

### Feriados
Em Bauru há dois feriados municipais, oito feriados nacionais e seis pontos facultativos. Os feriados municipais são o dia do aniversário da cidade, comemorado em 1 de agosto, e o Dia de Finados, celebrado a 2 de novembro. De acordo com a lei federal nº 9.093, aprovada em 12 de setembro de 1995, os municípios podem ter no máximo quatro feriados municipais de cunho religioso, já incluída a Sexta-Feira Santa.